# 斎藤千和
斎藤 千和（さいとう ちわ、1981年3月12日 - ）は、日本の女性声優。アイムエンタープライズ所属。埼玉県出身。
代表作に『R.O.D -THE TV-』（アニタ・キング）、『LAST EXILE』（ラヴィ・ヘッド）、『ケロロ軍曹』（日向夏美）、『ARIAシリーズ』（藍華・S・グランチェスタ）、『機動戦士ガンダム00』（ルイス・ハレヴィ）、『ストライクウィッチーズ』（フランチェスカ・ルッキーニ）、『〈物語〉シリーズ』（戦場ヶ原ひたぎ）、『ブレイク ブレイド』（シギュン・エルステル）、『魔法少女まどか☆マギカ』（暁美ほむら）、『暁のヨナ』（ヨナ）などがある。

## 経歴

### デビュー前
声優になったきっかけは、高校3年生の時、母親にファッション雑誌を頼んでいたところ、間違って声優雑誌を買ってきたからである。
当初は「アーティストの雑誌かな」と思っていたが、読んでいたところ出ているのは声優だった。ハリソン・フォードが好きであり、その雑誌に吹き替えに関する記事が掲載されており、「これならハリソン・フォードと共演できる！」と思った。実際に共演するのは無理だが、ハリソン・フォードの映画の相手役の吹き替えをするのは可能性があるではないか思い、日本ナレーション演技研究所の入所面接を受けた。
声優を目指していなかったら高校も外国語学科に通っており、交換留学も経験していたため、留学するつもりだった。
高校3年生の7月に日本ナレーション演技研究所に途中入所。翌年1月の所内オーディションでアイムエンタープライズ傘下の劇団ヴォアレーヴ（養成機関）に所属となる。高校卒業後は大学に通いながら日本ナレーション演技研究所のレッスンに通う。その後、現在のアイムエンタープライズ所属となる。日本ナレーション演技研究所は2003年卒業。

### デビュー後
テレビアニメ『魔術士オーフェン Revenge』でデビュー。当時は伊倉一恵から「もっと、ゆっくり、落ち着いてやれば大丈夫よ」と言ってくれて「なんっていい人なんだろう！」と感動していた。初レギュラーで初主役はテレビアニメ『ココロ図書館』のこころ役。『ココロ図書館』のオーディションの当日、体調が良くなく、あまり元気がなかったがよかったようで、監督の舛成孝二から「あれはだまされた」と後で言われていた。
2002年に同じアイムに所属する同学年の声優、森永理科、植田佳奈、中原麻衣とともに声優ユニット『みっくすJUICE』を結成。このユニットで、CDリリースやライブ公演などの音楽活動、テレビやラジオ番組への出演、また、アニメ『妄想科学シリーズ ワンダバスタイル』では劇中同ユニットとしての出演も果たす。ユニットは2003年に解散した。
2011年10月に『ニュータイプアニメアワード2011』にて声優助演女優賞を受賞し、暁美ほむら（魔法少女まどか☆マギカ）でキャラクター部門女性賞を同じく受賞している。

## 人物
よく使われる呼び名は「ちわ（千和）」。
声種はアルト。
趣味は映画鑑賞、好きなスポーツにバスケットボールを挙げている。特技は犬のしつけ。
新房昭之監督のアニメ作品に起用される事が多く、『月詠 -MOON PHASE-』『ぱにぽにだっしゅ!』『化物語』 『魔法少女まどか☆マギカ』ではメインヒロイン役を担当している。また、初めて主役を演じた『ココロ図書館』以降、舛成孝二監督のアニメ作品に数多く出演している。
2013年7月29日、所属事務所の公式サイトにて、一般男性と入籍したことを発表。2015年1月、第1子の女児を出産。

### エピソード
かつて仕事のストレスから喉を痛め、咳をしたらこぶし大の血反吐を吐いたことがあった。
絵が下手であり、その腕前は『ぱにぽにだっしゅ!』の公式サイトおよび悠木碧の公式ブログで確認できる。
『ココロ図書館』で主役を演じてから、その後1年半の間仕事がこなくなり、その年度内にオーディションを受けて駄目なら廃業しようと思っていた矢先、その年の最後に受けた『LAST EXILE』にラヴィ役で合格。その後はラヴィを通じて、声優業をこなすことについて初めて深く考えさせられ、世界観が変わっていったという。
かわいらしい少女を演じることが多かったが、『化物語』の戦場ヶ原ひたぎでイメージを一新するクールな役を演じた。新たな役柄を演じる道筋を作り、斎藤は「自分の役者人生にとって、ターニングポイントになった役」と語っている。
『ダンス イン ザ ヴァンパイアバンド』が縁で知り合った歌手の中野愛子とは親友同士である。斎藤の30歳の誕生日の前日に東日本大震災が発生し、予定されていたアフレコが中止になり、斎藤が中野の元に会いに来て、斎藤の顔を見て中野が思わず泣き崩れたということもある。
『魔法少女まどか☆マギカ』のオーディションを受けた時に、周りが自分よりも年下の女性声優陣ばかりでかなり緊張したと話している。その際に悠木碧と出くわし食事に誘った。悠木とは元々『ダンス イン ザ ヴァンパイアバンド』以来交流がある。同作品において演じた暁美ほむらは、同作の脚本を担当した虚淵玄の勧めでオーディションを受けたところ抜擢されたという。ほむらはもう一人の主人公ともいえる重要なポジションであり、クールで凛々しい面と泣き虫で引っ込み思案な面の二面性を持ったキャラクターという難しい役どころであったが演じ分けることができた。

## 出演
太字はメインキャラクター。

### テレビアニメ
1999年
- 魔術士オーフェン Revenge（レミ）

2001年
- ココロ図書館（こころ）
- チャンス〜トライアングルセッション〜（フジワラアキ、女性、女、アイドル）

2002年
- ギャラクシーエンジェル（A子）
- ぱにょぱにょデ・ジ・キャラット（母親、女の子B、人魚姫）

2003年
- R.O.D -THE TV-（アニタ・キング）
- 犬夜叉（2003年 - 2010年、村娘、弥勒〈幼少期〉） - 2シリーズ
- キノの旅 -the Beautiful World-（娘）
- ぽぽたん（魔法少女リロちゃん）
- ボボボーボ・ボーボボ（うさちゃん）
- マーメイドメロディ ぴちぴちピッチ（女の子A、女生徒A）
- 妄想科学シリーズ ワンダバスタイル（秋茂あやめ）
- LAST EXILE（ラヴィ・ヘッド）

2004年
- うた∽かた（手島結佳）
- GIRLSブラボー（小島桐絵）
- 学園アリス（正田スミレ、聖陽一）
- Get Ride! アムドライバー（デライア・シルバーマン）
- ケロロ軍曹（2004年 - 2014年、日向夏美、ギロロ伍長〈幼年期話〉 他） - 2シリーズ
- SAMURAI 7（コマチ）
- 砂ぼうず（小砂 / 小泉太湖）
- 月詠 -MOON PHASE-（葉月）
- DearS（和泉寧々子）
- ニニンがシノブ伝（緑）
- ねずみの恩がえし（ジゼル〈ねずみの少女〉）
- マリア様がみてる（2004年 - 2009年、山口真美） - 3シリーズ
- みどりのくにのこえだちゃん（ミニバラちゃん、パンダくん）
- 美鳥の日々（沢村正治〈幼少期〉）

2005年
- ARIAシリーズ（2005年 - 2008年、藍華・S・グランチェスタ、明奈、オレンジぷらねっとのおばさん） - 3シリーズ
- うえきの法則（テンコ〔小〕、子供E）
- AIR（柳也〈子供時代〉）
- ガイキング LEGEND OF DAIKU-MARYU（テルミナ）
- かみちゅ!（タマ / 貧乏神）
- ガン×ソード（メリッサ）
- 銀盤カレイドスコープ（桜野ヨーコ）
- 極上生徒会（和泉香、ランス）
- 地獄少女（2005年 - 2017年、安田遥） - 2シリーズ
- 絶対少年（深山美玖）
- ともだち、なんだもん!〜コウモリのステラルーナ〜（ピップ）
- ぱにぽにだっしゅ!（レベッカ宮本）
- ぺとぺとさん（大橋智恵）
- ONE PIECE（2005年 - 、チムニー、ボア・サンダーソニア、シャーロット・フランペ）

2006年
- おとぎ銃士 赤ずきん（カーネ）
- Canvas2 〜虹色のスケッチ〜（女の子）
- きらりん☆レボリューション（霧沢あおい）
- 銀魂（2006年 - 2011年、松平栗子） - 2シリーズ
- しにがみのバラッド。（牧原麻依）
- Strawberry Panic（月館千代）
- 009-1（フレイア）
- タマ&フレンズ 探せ!魔法のプニプニストーン（ハット）
- ちょこッとSister（小田原絵里子）
- 出ましたっ!パワパフガールズZ（赤堤くりこ）
- ときめきメモリアル Only Love（購買部のおねえさん）
- 西の善き魔女 Astraea Testament（アデイル・ロウランド）
- ネギま!?（アーニャ、モツ） - 第9話のアイキャッチイラストも担当
- パンプキン・シザーズ（セッティエーム・ローデリア）
- BLOOD+（ルルゥ）
- 魔界戦記ディスガイア（ジェニファー、姉御肌のプリニー、魔族子供A）
- 吉永さん家のガーゴイル（吉永双葉、平太）
- ワンワンセレプー それゆけ!徹之進（メグ、ネオの猫、フェレット、ロシア美人 他）

2007年
- 機動戦士ガンダム00（2007年 - 2009年、ルイス・ハレヴィ） - 
- シャイニング・ティアーズ・クロス・ウィンド（マオ、ホウメイ、ラッシィ）
- ZOMBIE-LOAN（由詩）
- BACCANO! -バッカーノ!-（キャロル）
- 祝!(ハピ☆ラキ)ビックリマン（豆ツル子、聖モイラッキー）
- ハローキティ りんごの森とパラレルタウン（ヘレナ）
- ひだまりスケッチ 特別編（ショコラ）
- ひとひら（山口実、生徒会長）
- 魔法少女リリカルなのはStrikerS（スバル・ナカジマ、ノーヴェ、クアットロ）
- ミヨリの森（由起）
- もっけ（笠間）
- ロミオ×ジュリエット（リーガン）

2008年
- アリソンとリリア（メリエル）
- カイバ（クロニコ）
- かのこん（朝比奈あかね）
- 鉄のラインバレル（2008年 - 2009年、レイチェル・キャルヴィン、早瀬浩一〈幼少時代〉）
- ゲゲゲの鬼太郎（第5作）（久美）
- ケメコデラックス!（ケメコ）
- さよなら絶望先生 シリーズ（2008年 - 2009年、音無芽留、前巻までのあらすじ 他） - 2シリーズ / 懺・第5話のイラストも担当
- ストライクウィッチーズ（2008年 - 2020年、フランチェスカ・ルッキーニ） - 3シリーズ
- ソウルイーター（キム・ディール）
- ドルアーガの塔（2008年 - 2009年、マイト・ザ・フール） - 2シリーズ
- のらみみ2（クロベエ）
- バンブーブレード（外山忍）
- ひだまりスケッチ×365（ショコラ）
- ポケットモンスター ダイヤモンド&パール（タイセイ、ノブコ）
- xxxHOLiC◆継（アシスタント、女子高生A）
- ポルフィの長い旅（マリカ）
- メジャー（マシュー）
- 薬師寺涼子の怪奇事件簿（百合）
- ロザリオとバンパイア CAPU2（朱染心愛）

2009年
- キッドvsキャット（クープ）
- こばと。（琥珀）
- ささめきこと（当麻みやこ）
- 07-GHOST（クロユリ）
- テガミバチ（ソーニャ・マルメーラ）
- ねぎぼうずのあさたろう（いちごのおいち）
- 〈物語〉シリーズ（2009年 - 2019年、戦場ヶ原ひたぎ） - 7シリーズ
- はっけん たいけん だいすき!しまじろう（女の子）
- ヒゲぴよ（ハルコ先生）

2010年
- ダンス イン ザ ヴァンパイアバンド（三枝由紀）
- はなまる幼稚園（山本真弓）
- 荒川アンダー ザ ブリッジ（ステラ、市ノ宮行〈少年期〉） - 2シリーズ
- みつどもえ（2010年 - 2011年、杉崎みく） - 2シリーズ
- 一騎当千 XTREME XECUTOR（曹仁子孝）
- 極上!!めちゃモテ委員長 セカンドコレクション（常盤つぐみ）
- STAR DRIVER 輝きのタクト（2010年 - 2011年、ヤノ・マミ / オンディーヌ）
- たまごっち!（2010年 - 2014年、まめまめっち、もりりっち、ふりふりっち、くるるっち 他） - 4シリーズ
- ネリーとセザール（レオ）

2011年
- 魔法少女まどか☆マギカ（暁美ほむら）
- たまゆら〜hitotose〜（飛田志麻子）
- アスタロッテのおもちゃ!（イニ / イングリッド・ソルヴェイク・ソルグリムス）
- 機動戦士ガンダムAGE（リリア）
- C3 -シーキューブ-（桜参白穂）
- 境界線上のホライゾン（2011年 - 2012年、葵・喜美） - 2シリーズ
- ファイ・ブレイン 神のパズル（メイズ、大門カイト〈少年時代〉）
- プ〜ねこ（風助、桃山モモコ他）
- ラストエグザイル-銀翼のファム-（テディ、ルスキニア・ハーフェズ〈15歳時〉、ラヴィ・ヘッド 他）

2012年
- 黒子のバスケ（2012年 - 2015年、相田リコ） - 3シリーズ / 2016年に『ウインターカップ総集編』劇場上映
- GON -ゴン-（アニ）
- 咲-Saki- シリーズ（2012年 - 2014年、大星淡） - 2シリーズ
- シャイニング・ハーツ 〜幸せのパン〜（シャオメイ、シルフ）
- ジュエルペット きら☆デコッ!（エクレン）
- ソードアート・オンライン（2012年 - 2020年、アリシャ） - 2シリーズ
- 男子高校生の日常（生島）
- 夏色キセキ（石田）
- ゆるゆり シリーズ（2012年 - 2015年、大室撫子） - 2シリーズ + 特別編

2013年
- 犬とハサミは使いよう（森部佐茅）
- IS 〈インフィニット・ストラトス〉2（更識楯無）
- ガンダムビルドファイターズ（ヤジマ・キャロライン）
- 京騒戯画（ショーコ、薬師丸、明恵の彼女）
- 銀の匙 Silver Spoon（多摩子母）
- ささみさん@がんばらない（邪神つるぎ、月読神臣〈少年期〉）
- ステラ女学院高等科C3部（陸奥ほのか）
- ダンガンロンパ 希望の学園と絶望の高校生 The Animation（朝日奈葵）
- 波打際のむろみさん（イエティ）
- フォトカノ（間咲ののか）
- ブラッドラッド（豆次郎）
- BLAZBLUE ALTER MEMORY（タオカカ）
- まおゆう魔王勇者（メイド長）
- 問題児たちが異世界から来るそうですよ?（ペスト）
- よんでますよ、アザゼルさん。Z（菱山マキ）
- ONE PIECE エピソードオブメリー 〜もうひとりの仲間の物語〜（チムニー）

2014年
- 暁のヨナ（ヨナ）
- 繰繰れ! コックリさん（女狗神）
- 生徒会役員共*（魚見、中里チリ）
- 世界征服〜謀略のズヴィズダー〜（ナターシャの母親）
- ソウルイーターノット!（キム・ディール）
- ディーふらぐ!（烏山千歳、千歳の姉）
- のうりん（ベッキー / 戸次菜摘、孔雀）
- ノブナガン（ジェロニモ / レモン）
- 棺姫のチャイカ（フレドリカ、ドミニカ・スコダ） - 2シリーズ
- ふうせんいぬティニー（ペン&ギン）
- Fate/kaleid liner プリズマ☆イリヤシリーズ（2014年 - 2016年、クロエ・フォン・アインツベルン） - 3シリーズ
- ブレイク ブレイド（シギュン・エルステル）
- マケン姫っ!通（大山タケル〈女タケル〉）
- 魔法科高校の劣等生（2014年 - 2024年、四葉真夜） - 3シリーズ + スペシャル
- ログ・ホライズン（2014年 - 2021年、濡羽、ダリエラ） - 3シリーズ
- ONE PIECE “3D2Y” エースの死を越えて! ルフィ仲間との誓い（ボア・サンダーソニア）
- しまじろうのわお!（たまさぶろうの母〈ひょうどうまどか〉）

2015年
- 赤髪の白雪姫（キハル・トグリル）
- 探偵歌劇 ミルキィホームズ TD（ヤス橋セツ子）
- 緋弾のアリアAA（水蜜桃）
- 魔法少女リリカルなのはViVid（ノーヴェ・ナカジマ、スバル・ナカジマ）

2016年
- あまんちゅ!（2016年 - 2018年、姫野ちずる） - 2シリーズ
- 境界のRINNE（ゴムボートの幽霊）
- ダンガンロンパ3 -The End of 希望ヶ峰学園- 未来編 / 希望編（朝日奈葵）
- ニンジャスレイヤー フロムアニメイシヨン スペシャル・エディション版（ナンシー・リー）
- ViVid Strike!（ノーヴェ・ナカジマ、ジャニス・ゴート）
- 舟を編む（三好麗美）
- フューチャーカード バディファイトDDD（極楽アゲハ）
- ベルセルク（2016年 - 2017年、シールケ） - 2シリーズ
- 魔法少女なんてもういいですから。（みよこ）
- Rewrite（神戸小鳥）

2017年
- スクールガールストライカーズ Animation Channel（黒鳥の騎士オディール / 田中幸子）
- 月がきれい（水野沙織）
- 最遊記RELOAD BLAST（タルチエ）
- 宝石の国（ウェントリコスス）

2018年
- ひそねとまそたん（森山）
- 刀使ノ巫女（タキリヒメ）
- ロード オブ ヴァーミリオン 紅蓮の王（チユ）
- 名探偵コナン（2018年 - 2023年、鈴木麻里亜、中島貴子）
- 閃乱カグラ SHINOVI MASTER -東京妖魔篇-（忌夢）
- おじゃる丸（ガム子）
- マンガで分かる!Fate/Grand Order（玉藻の前）

2019年
- バミューダトライアングル 〜カラフル・パストラーレ〜（レジェ）
- ポケットモンスター サン&ムーン（マオのママ）
- アイカツフレンズ!〜かがやきのジュエル〜（ナツ）
- ストライクウィッチーズ 501部隊発進しますっ!（2019年 - 2021年、フランチェスカ・ルッキーニ） - 2シリーズ
- 魔王様、リトライ!（神像）
- 放課後さいころ倶楽部（モジャリン）

2020年
- アイカツオンパレード!（ナツ）
- 宝石商リチャード氏の謎鑑定（山本美人）
- 放課後ていぼう日誌（陽渚の母）
- Lapis Re:LiGHTs（マリアンヌ）
- 100万の命の上に俺は立っている（2020年 - 2021年、カハベル、カハベル娘） - 2シリーズ
- せいぜいがんばれ!魔法少女くるみ（2020年 - 2021年、金剛寺あかね、驚天動地なでしこ、学天則あい、紀元前億はくあ）

2021年
- WAVE!!〜サーフィンやっぺ!!〜（みるる）
- Fairy蘭丸〜あなたの心お助けします〜（恵夢）
- バクテン!!（広瀬咲子）
- 魔法科高校の優等生（四葉真夜）
- マギアレコード 魔法少女まどか☆マギカ外伝 2nd SEASON -覚醒前夜-（暁美ほむら）
- アイドリッシュセブン Third BEAT!（春原瑠璃）
- もっと!まじめにふまじめ かいけつゾロリ（ルイズ）
- キングダム（羌象）
- かぎなど（2021年 - 2022年、神戸小鳥） - 2シリーズ
- 鬼滅の刃 遊郭編（鯉夏）

2022年
- ありふれた職業で世界最強 2nd season（メイル・メルジーネ）
- シャドウバースF（2022年 - 2024年、ライト母）
- 真・一騎当千（曹仁子孝）

2023年
- 便利屋斎藤さん、異世界に行く（ラーヴェラ）
- 青のオーケストラ（青野の母）
- 君は放課後インソムニア（蟹川の母）
- 事情を知らない転校生がグイグイくる。（太陽の母）
- スパイ教室（マティルダ）
- 白聖女と黒牧師（ケリー）
- クレヨンしんちゃん（空緒美奈代）
- 聖剣学院の魔剣使い（アルーレ・キルレシオ）
- セイバーとバーサーカーの日本列島くいだおれの旅（逸れのライダー）

2024年
- 月刊モー想科学（ナンシー）
- わんだふるぷりきゅあ!（2024年 - 2025年、猫屋敷すみれ、キラリンキツネ、フク）
- じいさんばあさん若返る（りんごの木）
- 終末トレインどこへいく?（くだん）
- 神は遊戯に飢えている。（ブックメーカー、グレモワール）
- 怪異と乙女と神隠し（猫の王）
- Unnamed Memory（レオノーラ）
- 負けヒロインが多すぎる!（小抜小夜）
- 菜なれ花なれ（佐藤千羽）
- 恋は双子で割り切れない（雨宮慈穂）

2025年
- TO BE HERO X（ジュエン）
- ユア・フォルマ（レクシー）
- 片田舎のおっさん、剣聖になる（ルーシー・ダイアモンド）

### 劇場アニメ
2006年
- 超劇場版ケロロ軍曹（2006年 - 2010年、日向夏美） - 5作品
- 劇場版BLEACH MEMORIES OF NOBODY（茜雫）
- ブレイブ ストーリー（ミーナ）

2010年
- 宇宙ショーへようこそ（ヤブー）
- 劇場版 機動戦士ガンダム00 -A wakening of the Trailblazer-（ルイス・ハレヴィ）
- 劇場版 ブレイク ブレイド（シギュン・エルステル）
- 劇場版“文学少女”（井上心葉〈小学生〉）

2012年
- ジュエルペット スウィーツダンスプリンセス（エクレン）
- ストライクウィッチーズ 劇場版（フランチェスカ・ルッキーニ）
- 009 RE:CYBORG（003：フランソワーズ・アルヌール、トモエ）
- 劇場版 魔法少女まどか☆マギカ（2012年 - 2026年、暁美ほむら） - 4作品

2013年
- AURA 〜魔竜院光牙最後の闘い〜（樋野）

2016年
- 黒子のバスケ（2016年 - 2017年、相田リコ） - 総集編 + 新作劇場版
- ラストエグザイル -銀翼のファム- Over The Wishes（テディ）
- ポッピンQ（黒沙紀）

2017年
- 劇場版 ソードアート・オンライン -オーディナル・スケール-（アリシャ・ルー）
- 劇場版 生徒会役員共（2017年 - 2021年、魚見チヒロ） - 2作品
- 打ち上げ花火、下から見るか?横から見るか?（看護師）

2019年
- ストライクウィッチーズ 劇場版 501部隊発進しますっ!（フランチェスカ・ルッキーニ）

2021年
- ARIA シリーズ（藍華・S・グランチェスタ） - 2作品
- シン・エヴァンゲリオン劇場版𝄇
- 劇場版 Fate/kaleid liner プリズマ☆イリヤ Licht 名前の無い少女（クロエ・フォン・アインツベルン）

2024年
- 大室家（大室撫子） - 2作品

### OVA
2002年
- カナリア 〜この想いを歌に乗せて〜（星野麻衣）

2006年
- 大魔法峠（パヤたん、虎里）
- ピンキーストリート（メイ）
- マリア様がみてる 3rdシーズン（山口真美）

2007年
- ARIA シリーズ（2007年 - 2015年、藍華・S・グランチェスタ） - 2作品
- MURDER PRINCESS（アナ&ユナ）

2008年
- さよなら絶望先生 序〜俗・絶望少女撰集〜（音無芽留、前巻までのあらすじ）
- 魔法先生ネギま!シリーズ（2008年 - 2012年、アーニャ） - コミックス第23 - 25巻、第27巻、第37巻DVD付き初回限定版
- やなせたかしメルヘン劇場 かばこさん（ぴょんたくん）

2009年
- かのこん 〜真夏の大謝肉祭〜（朝比奈あかね）
- 懺・さよなら絶望先生 番外地（前巻までのあらすじ、坪内地丹）

2010年
- たまゆら（飛田志麻子）
- Fate/EXTRA劇場（キャスター） - 「TYPE-MOONエース Vol.6」付録DVD
- “文学少女”メモワールII -ソラ舞う天使の鎮魂曲-（井上心葉〈小学生〉）

2011年
- かってに改蔵（坪内地丹）
- Fate/Prototype（玲瓏館美沙夜） - 「カーニバル・ファンタズム 3rd Season」特典映像

2012年
- 一騎当千 集鍔闘士血風録（曹仁子孝）
- C3 -シーキューブ-（桜参白穂） - BD/DVD第5巻TV未放送話
- 生徒会役員共 OVA（魚見）
- ToHeart2 ダンジョントラベラーズ（羽根崎美緒）

2013年
- 波打際のむろみさん（イエティ） - コミックス第9巻限定版

2014年
- IS 〈インフィニット・ストラトス〉2 ワールド・パージ編（更識楯無）
- 生徒会役員共* OVA（魚見）
- ふたりエッチ（河田梨香）
- ゆるゆり なちゅやちゅみ!（大室撫子）

2015年
- Fate/kaleid liner プリズマ☆イリヤシリーズ（2015年 - 2019年、クロ / クロエ・フォン・アインツベルン） - 原作第4部コミックス第6巻オリジナルアニメ付きBD限定版、OVA『プリズマ☆ファンタズム』
- 暁のヨナ（2015年 - 2016年、ヨナ） - コミックス第19巻、第21巻、第22巻限定版
- 一騎当千 Extravaganza Epoch（曹仁子孝）
- ストライクウィッチーズ Operation Victory Arrow vol.2 エーゲ海の女神（フランチェスカ・ルッキーニ）
- 閃乱カグラ ESTIVAL VERSUS -水着だらけの前夜祭-（忌夢）
- 棺姫のチャイカ AVENGING BATTLE（フレドリカ） - コミックス第12巻特装版

2017年
- ViVid Strike!（ノーヴェ・ナカジマ） - 第2・3・4巻に収録

2021年
- Fate/Grand Carnival（シュヴァリエ・デオン、玉藻の前）

2022年
- ありふれた職業で世界最強 幻の冒険と奇跡の邂逅（メイル・メルジーネ） - 小説第13巻特装版

### Webアニメ
2000年代
- 暗黒キャット（2006年、マルル）
- いくぜっ! 源さん（2008年、猪山幸）
- 化物語（2009年 - 2010年、戦場ヶ原ひたぎ）

2010年代
- +チック姉さん（2011年、美しさの人、シンディ、花ちゃん）
- 京騒戯画（2012年、ショーコ博士、薬師丸、明恵の彼女）
- Double Circle（2013年、ナノハ）
- ニンジャスレイヤー フロムアニメイシヨン（2015年、ナンシー・リー）
- オーバーウォッチ「INFILTRATION」「ソンブラ オリジン・ストーリー」（2016年、ソンブラ）
- ガールフレンド（♪）（2016年、久仁城雅）
- 暦物語（2016年、戦場ヶ原ひたぎ）
- せいぜいがんばれ!魔法少女くるみ（2018年-2020年、デビるん〈覚醒したデビるん〉、かつてのライバルたち、死んだはずの師匠）

2020年代
- OBSOLETE（2020年、七星ななか）
- 劇場版 Fate/kaleid liner プリズマ☆イリヤ Licht 名前の無い少女 スペシャルミニアニメ（2021年、クロエ・フォン・アインツベルン）
- ブルーアーカイブ「beautiful day dreamer」（2022年、狐坂ワカモ）
- Fate/Grand Order 藤丸立香はわからない（2023年、光のコヤンスカヤ、ブーディカ）
- じゃんたま カン!!（2024年、二階堂美樹）
- T・Pぼん（2024年、ローザ）
- 〈物語〉シリーズ オフ&モンスターシーズン（2024年、戦場ヶ原ひたぎ）
- 崩壊:スターレイル ショートアニメ（2025年、キャストリス）

### ゲーム
2000年
- リモートプレゼンス（ユン・メイファ）

2001年
- カナリア 〜この想いを歌に乗せて〜（星野麻衣）

2002年
- CROSS HERMIT 〜最果ての賢者〜（キャロット＝ウィンフィー）

2003年
- Kunoichi -忍-（翡水）
- 少女義経伝（観月）
- 青春クイズカラフルハイスクール（猪戸恵）
- 魔界戦記ディスガイア（ジェニファー）
- 妄想科学シリーズ ワンダバスタイル 〜突撃!みっくす生JUICE〜（秋茂あやめ）

2004年
- ケロロ軍曹 メロメロバトルロイヤル（日向夏美）
- DearS（和泉寧々子）
- 転生學園幻蒼録（真田琴音）

2005年
- おねがいナイショにしてね（理奈）
- GIRLSブラボーRomance15's（小島桐絵）
- ケロロ軍曹 メロメロバトルロイヤルZ（日向夏美）
- 極上生徒会（和泉香）
- 少女義経伝・弐 〜刻を超える契り〜（平観月）
- テイルズ オブ レジェンディア（ハリエット・キャンベル）
- White Princess the second 〜やっぱり一途にいってもそうじゃなくてもOKなご都合主義学園恋愛アドベンチャー!!〜（華岡恋奈）
- らき☆すた 萌えドリル（成実ゆい）

2006年
- ARIA The NATURAL 〜遠い記憶のミラージュ〜（藍華・S・グランチェスタ）
- 妹ふらぐ（鈴森美和）
- うえきの法則 倒すぜロベルト十団!!（テンコ）
- 桜華 〜心輝かせる桜〜（御鏡月夜）
- 学園アリス〜きらきら★メモリーキッス〜（正田スミレ）
- サモンナイト4（シャオメイ）
- Strawberry Panic! GIRLS' SCHOOL IN FULLBLOOM（月館千代）
- 転生學園月光録（真田琴音、白面）
- ブレイブストーリー（ミーナ） - 2作品

2007年
- 妹るーと（鈴森美和）
- Que 〜エンシェントリーフの妖精〜（雪乃）
- ケロロ軍曹 演習だヨ!全員集合パート2（日向夏美）
- シャイニング・ウィンド（ホウメイ）
- 真・らき☆すた 萌えドリル 〜旅立ち〜（成実ゆい）
- ソウルクレイドル 世界を喰らう者（ダネット）
- チョコボの不思議なダンジョン 時忘れの迷宮（メーア）
- トラスティベル 〜ショパンの夢〜（マーチ）
- ペルソナ3 フェス（メティス）
- まじしゃんず・あかでみい（タナロット・アンサーティン）
- ルミナスアーク（メル）

2008年
- ARIA The ORIGINATION 〜蒼い惑星のエルシエロ〜（藍華・S・グランチェスタ）
- かのこん えすいー（朝比奈あかね）
- 小鳩ヶ丘高校女子ぐろ〜部（武田惑衣）
- シドとチョコボの不思議なダンジョン 時忘れの迷宮DS+（メーア、α‐24、オメガ）
- シュミッドディーヴァ（エミリア）
- 超劇場版ケロロ軍曹3 天空大冒険であります!（日向夏美）
- BLEACH 〜ヒート・ザ・ソウル〜（2008年 - 2010年、茜雫） - 3作品
- ブレイザードライブ（タマキ）
- BLAZBLUE CALAMITY TRIGGER（タオカカ）
- ほしフル 〜星の降る街〜（五辻明乃）
- 魔界戦記ディスガイア3（ラズベリル、アサギ、ジェニファー、ダネット）
- レッスルエンジェルス SURVIVOR 2（佐尾山幸音鈴、ソニックキャット）

2009年
- アンティフォナの聖歌姫 〜天使の楽譜 Op.A〜（アサラト）
- 妹わいふ（鈴森美和）
- 狼と香辛料 海を渡る風（ルカ）
- ケメコデラックス!DS 〜ヨメとメカと男と女〜（ケメコ）
- サモンナイトX 〜Tears Crown〜（あくり〜ん）
- ストライクウィッチーズ（2009年 - 2010年、フランチェスカ・ルッキーニ） - 4作品
- セイクリッドブレイズ -SACRED BLAZE-（シャマナ）
- 超劇場版ケロロ軍曹 撃侵ドラゴンウォリアーズであります!（日向夏美）
- ディスガイア インフィニット（ジェニファー、ラズベリル）
- テイルズ オブ ヴェスペリア（パティ・フルール） - PS3版
- 鋼の錬金術師 FULLMETAL ALCHEMIST 暁の王子（エレナ・フィオーリ）
- 鋼の錬金術師 FULLMETAL ALCHEMIST 黄昏の少女（エレナ・フィオーリ）
- ファンタシースターポータブル2（エミリア・パーシバル）
- FRAGILE 〜さよなら月の廃墟〜（チヨ）
- BLAZBLUE CONTINUUM SHIFT（タオカカ）
- 魔界戦記ディスガイア2 PORTABLE（ラズベリル）
- ロザリオとバンパイア CAPU2 恋と夢の狂想曲（朱染心愛）

2010年
- 異国物語（メリーナ・バルドー）
- おねがいナイショにしてねKiss（理奈）
- 俺の嫁 〜あなただけの花嫁〜（妹タイプ、感情希薄タイプ）
- 機動戦士ガンダム エクストリームバーサス（2010年 - 2016年、ルイス・ハレヴィ） - 3作品
- ケロロRPG 騎士と武者と伝説の海賊（日向夏美、サマー）
- シャイニング・ハーツ（リン・シャオメイ）
- ダンガンロンパ 希望の学園と絶望の高校生（朝日奈葵）
- Fate/EXTRA（キャスター〈玉藻の前〉）
- BLAZBLUE CONTINUUM SHIFT II（タオカカ、システムボイス）
- 悪魔城ドラキュラ Harmony of Despair（マリア・ラーネッド）

2011年
- 妹らいふ（鈴森美和）
- SDガンダム GGENERATION（2011年 - 2019年、ルイス・ハレヴィ、マイキャラクターボイス女性15〈CROSSRAYS〉） - 4作品
- 境界線上のホライゾン（葵・喜美）
- こいけん2!!（各務原美羽）
- 次の犠牲者をオシラセシマス（浅川楓）
- ToHeart2 DX PLUS（羽根崎美緒）
- なみいろ（伊波若菜）
- ファンタシースターポータブル2 インフィニティ（エミリア・パーシバル）
- BLAZBLUE CONTINUUM SHIFT EXTEND（タオカカ）
- Princess Frontier Portable（モニカ・アリアーノ・トランザニア・ヴァルハム）
- 魔界戦記ディスガイア3 Return（ラズベリル、アサギ、ジェニファー、ダネット）
- 魔界戦記ディスガイア4（ラズベリル）
- Rewrite（2011年 - 2017年、神戸小鳥） - 3作品
- LEGEND of VALHALLA（クレハ）
- ロード オブ アポカリプス（エルヴァンシア）

2012年
- アイログ（姫原ツバサ）
- 圧倒的遊戯 ムゲンソウルズ（ベルリオーズ）
- 桜花センゴク! Portable（真田幸村ちゃん）
- 王と魔王と7人の姫君たち 〜新・王様物語〜 （さくら）
- 黒子のバスケ キセキの試合（相田リコ）
- この部室は帰宅しない部が占拠しました。ぽーたぶる サマーウォーズ編（志々谷右京）
- シャイニング・ブレイド（リンリン）
- ソールトリガー（フラン）
- 第2次スーパーロボット大戦Z 再世篇（ルイス・ハレヴィ）
- デビルサマナー ソウルハッカーズ（メアリ、ヒーホー口調）
- 化物語 ポータブル（戦場ヶ原ひたぎ）
- はち恋（麻生茜）
- フォトカノ（間咲ののか）
- BLAZBLUE CHRONOPHANTASMA（タオカカ）
- ペーパーマン（レム/Lem）
- 魔法少女まどか☆マギカ ポータブル（暁美ほむら）
- 桃色大戦ぱいろん（御子神凛、峰深菜子）
- ルーンファクトリー4（フレイ）
- LuviniaSaga（お調子者の少女）
- レイトン教授VS逆転裁判（パトラス・アルグレイ）
- とびたて!超時空トラぶる花札大作戦（キャスター、クロエ・フォン・アインツベルン）
- 嫁コレ（暁美ほむら、藍華・S・グランチェスタ、シギュン・エルステル、邪神つるぎ）
- リング☆ドリーム 女子プロレス大戦（ソニックキャット、麗雫、薬師寺いろり）

2013年
- AKIBA'S TRIP2（鷺坂登子）
- 圧倒的遊戯 ムゲンソウルズZ（ベルリオーズ）
- エンゲージナイツ 〜新約英雄大戦〜（アレキサンダー）
- 鬼武者Soul（岩城久保姫、城井鶴姫、富田雪 他）
- カオス ヒーローズ オンライン（アグネス）
- 境界線上のホライゾン PORTABLE（葵・喜美）
- 劇場版 魔法少女まどか☆マギカ The Battle Pentagram（暁美ほむら）
- サウザンドメモリーズ（トト）
- X・A・O・C 〜ザオック〜（漠奔族・女性）
- 咲-Saki- 阿知賀編 episode of side-A Portable（大星淡）
- シャイニング・アーク（ベルベット）
- 神撃のバハムート（ミーア、レ・フィーエ）
- 新星のグランドユニオン（リュミール）
- 新・世界樹の迷宮 ミレニアムの少女（シリカ商店の主人）
- 真・女神転生IV
- スーパーロボット大戦Operation Extend（日向夏美）
- セブンスドラゴン2020-II
- 戦国大戦 -1590 葵 関八州に起つ-（淀の方、築山殿(1590)、ガラシャ(1590)、立花誾千代(1590)、井伊直虎(1590)、SSお鍋の方）
- 閃乱カグラ SHINOVI VERSUS -少女達の証明-（忌夢）
- たまごっち!せーしゅんのドリームスクール（くるるっち、ふりふりっち）
- ダンガンロンパ1・2 Reload（朝日奈葵）
- チェインクロニクル（ルクレチア、トルウァトス、メイド長 他）
- ティアーズ・トゥ・ティアラII 覇王の末裔（イゼベル）
- ディスガイア D2（ラズベリル）
- ドラッグオンドラグーン3（トウ）
- ヴァルハラナイツ3（シャルロット）
- Fate/EXTRA CCC（キャスター〈玉藻の前〉）
- フォトカノ Kiss（間咲ののか）
- LORD of VERMILION III（テオ）
- 姫奪!!デモンズサーガ（ベリアル）

2014年
- Unlight（ステイシア）
- IS 〈インフィニット・ストラトス〉2 イグニッション・ハーツ（更識楯無）
- Wake Up Girls! ステージの天使（小泉璃乃）
- 俺の屍を越えてゆけ2（伊吹の宮静、敦賀ノ真名姫、常夜見お風）
- 乖離性ミリオンアーサー（テルラムント、シアナ、シリウス、織姫、玉藻前）
- 拡散性ミリオンアーサー（鷺坂登子）
- ガンスリンガー ストラトス2（羅漢堂凛）
- 禁忌のマグナ（アーデルハイト）
- グランブルーファンタジー（2014年 - 2024年、レ・フィーエ、ギヨタ）
- 黒子のバスケ 勝利へのキセキ（相田リコ）
- ゴールデンタイム Vivid Memories（秋）
- スクールガールストライカーズ（田中幸子）
- 進め! 闇魔法結社（キュート・ジョーカー / ミィ）
- スーパーヒーロージェネレーション（レグナント）
- ダンジョントラベラーズ2 王立図書館とマモノの封印（羽根崎美緒）
- チョコットランド（スピカ）
- デカ盛り 閃乱カグラ（忌夢）
- ドラゴンネスト（レンシア）
- ドラゴンポーカー（ベルモット、アフロディーテ）
- 82Hブロッサム（浜本円佳）
- ヴァルハラナイツ3 GOLD（シャルロット）
- ファンタシースター ノヴァ（キサラ）
- ファントム オブ キル（トライデント、ミョルニル、暁美ほむら）
- ブレードアークス from シャイニング（シャオメイ）
- 放課後colorful＊step（小日向ナツコ）
- モンスターハンター フロンティアG（イメチェンサービス タイプ45・タイプ46）

2015年
- アンジュ・ヴィエルジュ〜ガールズバトル〜（クレア・プロスペキア、ロゼ・マトリクス、志藤麗花、更識楯無）
- IS 〈インフィニット・ストラトス〉 2 ラブ アンド パージ（更識楯無）
- IS 〈インフィニット・ストラトス〉〜ブレイジング・メモリー〜（更識楯無）
- インフィニット・ドライブ
- ECHO OF SOUL（ガーディアン）
- エビコレ フォトカノ Kiss（間咲ののか）
- ガールフレンド（仮）（2015年 - 2023年、久仁城雅、暁美ほむら） - 2作品
- 劇場版 魔法少女まどか☆マギカ MAGICARD BATTLE（暁美ほむら）
- クイズRPG 魔法使いと黒猫のウィズ（2015年 - 2023年、キーラ・バルバレス、暁美ほむら)
- 黒子のバスケ 未来へのキズナ（相田リコ）
- 咲-Saki- 全国編（大星淡）
- 閃乱カグラ ESTIVAL VERSUS -少女達の選択-（忌夢）
- 少女とドラゴン -幻獣契約クリプトラクト-（ナディア）
- ソードアート・オンライン -ロスト・ソング-（アリシャ・ルー）
- ダンガンロンパ-Unlimited Battle-（朝日奈葵）
- ドラゴンズドグマ オンライン（ポーンボイス）
- ひめがみ絵巻（二郎真君）
- ファンタシースターオンライン2（2016年、エミリア・パーシバル / 女性追加ボイス150・173、女性C追加ボイス150・173）
- Fate/Grand Order（2015年 - 2024年、シュヴァリエ・デオン、ブーディカ、タマモキャット、玉藻の前、クロエ・フォン・アインツベルン、コヤンスカヤ / ビーストIV） - 2作品
- フォルティシア SEGA×RINE（イラトマ、ブーナ）
- ブレードアークス from シャイニングEX（シャオメイ）
- ポップアップストーリー 魔法の本と聖樹の学園（ステラ・ノワール）
- ポポロクロイス牧場物語（エミリア）
- 魔界戦記ディスガイア4 Return（ラズベリル）
- 魔界戦記ディスガイア5（ラズベリル）

2016年
- ARIA 〜AQUA RITMO〜（藍華・S・グランチェスタ）
- ウチの姫さまがいちばんカワイイ（カシーノ・ロワイヤル）
- オオカミ姫（ウルド）
- オーバーウォッチ（ソンブラ）
- かんぱに☆ガールズ（ルツィエル・フュエル）
- ゴシックは魔法乙女〜さっさと契約しなさい!〜（マッピー）
- 白猫プロジェクト（セツナ・アラヤ）
- 7'scarlet（須沙野ユア）
- 戦国アスカZERO（フレドリカ・スコダ）
- 空と大地のクロスノア（サキュバス）
- 誰ガ為のアルケミスト（チハヤ）
- デモンゲイズ2（ミュゼ）
- Battleship Girl -鋼鉄少女-
- ヴァルキリーコネクト（スクルド）
- ビーナスイレブンびびっど!（口口ロロロ）
- ピリオドキューブ 〜鳥籠のアマデウス〜（ドミナ）
- Fate/EXTELLA / LINK（2016年 - 2018年、玉藻の前） - 2作品
- ブレイブリークロニクル（スピカ）
- ベルセルク無双（シールケ）
- 編隊少女 -フォーメーションガールズ-（笠城三美）
- Magical Stone（アリア、テール）
- 魔法図書館キュラレ（黒の貴婦人）
- ミラクルニキ（ソフィア、スマイル・ピエロ）
- ワールドチェイン（東雲なぎさ）

2017年
- 陰陽師（丑の刻参り）
- アクセル・ワールド VS ソードアート・オンライン 千年の黄昏（アリシャ・ルー）
- 閃乱カグラ PEACH BEACH SPLASH（忌夢）
- フューチャーカード バディファイト 目指せ!バディチャンピオン!（極楽アゲハ）
- 武器よさらば（チサ）
- AKIBA'S TRIP Festa!（鷺坂登子）
- オルタンシア・サーガ -蒼の騎士団-（フリーダ）
- 戦艦少女R（レパルス）
- 真空管ドールズ（エリー）
- ロードオブヴァーミリオンIV（チユ）
- さんぽけ〜三国志大戦ぽけっと〜（玉藻の前）
- モンスターストライク（2017年 - 2024年、戦場ヶ原ひたぎ、暁美ほむら、ナイトメア）
- マギアレコード 魔法少女まどか☆マギカ外伝（2017年 - 2024年、暁美ほむら / 悪魔ほむら / 悪魔ほむらちゃん、戦場ヶ原ひたぎ）
- 旋光の輪舞2（ペルナ）
- ブレイブリーオブリビオン（アテナ）
- ゼノブレイド2（アザミ）
- IS 〈インフィニット・ストラトス〉 アーキタイプ・ブレイカー（更識楯無）

2018年
- アナザーエデン 時空を超える猫（ツバメ）
- キングスレイド（アイシャ）
- 閃乱カグラ Burst Re:Newal（忌夢）
- 23/7 トゥエンティ スリー セブン（巽芽衣）
- 世界樹の迷宮X（シリカ）
- ドールズオーダー（ボールス）
- ORDINAL STRATA（フレイ）
- Shadowverse（レ・フィーエ）
- 機動戦隊アイアンサーガ（テレサ）
- P.E.T.S.アカデミア（ミスト）
- アズールレーン（金剛）
- 〈物語〉シリーズ ぷくぷく（2018年 - 2019年、戦場ヶ原ひたぎ、暁美ほむら）
- キュイジーヌディメンション（わらび餅）
- アークザラッド R（サニア）
- ゲシュタルト・オーディン（神戸小鳥）

2019年
- テイルズ オブ ヴェスペリア REMASTER（パティ・フルール）
- スーパーロボット大戦T（メリッサ）
- グリムエコーズ（ジブリール）
- 雀魂（2019年 - 2023年、二階堂美樹、撫子、クロエ）
- テイルズ オブ ザ レイズ（2019年 - 2023年、パティ・フルール、日向夏美）
- 東方キャノンボール（アリス・マーガトロイド）
- 魔界戦記ディスガイアRPG（ラズベリル）

2020年
- ポーカースタジアム（マリカ）
- Death end re;Quest2（東山まい）
- 共闘ことばRPG コトダマン（2020年 - 2023年、暁美ほむら、戦場ヶ原ひたぎ）
- 海腹川背 BaZooKa!（ソニックキャット）
- D×2 真・女神転生 リベレーション（2021年 - 2024年、シールケ、暁美ほむら）
- レッド:プライドオブエデン（ラヴィ、マルタ）
- 浮島物語〜最強刻印士になるストーリー〜（フリッグ）
- スーパーロボット大戦X-Ω（日向夏美）
- 原神（2020年 - 2024年、ジン）
- クリミナルガールズX（ナナ）
- ワールドウィッチーズ UNITED FRONT（フランチェスカ・ルッキーニ）

2021年
- テラクラシック（ケリー・バレット）
- ブルーアーカイブ -Blue Archive-（2021年 - 2023年、狐坂ワカモ）
- ブラック・サージナイト（シャルンホルスト、グローリアス）
- 白夜極光（焚霜座）
- ファンタジア・リビルド（フレドリカ）
- タイムディフェンダーズ（セーレ）
- 閃乱忍忍忍者大戦ネプテューヌ -少女達の響艶-（ヨウ＝ゲイマ）
- 英雄伝説 黎の軌跡（エレイン・オークレール）
- スーパーロボット大戦30（メリッサ）
- パニリヤ・ザ・リバイバル（ジェロルリア、シーグル）
- アーテリーギア -機動戦姫-（アリス）

2022年
- ソウルタイド（ニコレット・ラメール）
- ドラガリアロスト（オリガ）
- ガーディアンテイルズ（リリス)
- リネージュW（シールケ）
- とある魔術の禁書目録 幻想収束（ミナ＝メイザース）
- セガNET麻雀 MJ / Arcade（大星淡）
- 英雄伝説 黎の軌跡 II -CRIMSON SiN-（エレイン・オークレール）
- エタクロニクル（赤砂）
- アサルトリリィ Last Bullet（2022年 - 2023年、クロエ・フォン・アインツベルン、暁美ほむら）

2023年
- 勝利の女神:NIKKE（ドロシー）
- スーパーロボット大戦DD（2023年 - 2025年、ルイス・ハレヴィ）
- 爆裂!スイーツランド - PANIC IN SWEETS LAND -（クイーンミルル）
- スノウブレイク:禁域降臨（姫辰星〈ジ チェンシン〉）
- エーテルゲイザー（ハデス）
- Fate/Samurai Remnant（逸れのライダー / タマモアリア）
- 無期迷途（シャローム）

2024年
- エバーソウル（ミリアム）
- 機動戦士ガンダム エクストリームバーサス2（2024年 - 2025年、ルイス・ハレヴィ） - 2作品
- 真・女神転生V Vengeance（尋峯ヨーコ）
- リバース:1999（カカニア）
- 鳴潮（長離）
- everlasting flowers（橘紗波）
- シンギュラリティ×ラブストーリー（夏目氷華）
- ペルソナ3 リロード（メティス）
- Death end re;Quest Code Z（東山まい）
- 英雄伝説 界の軌跡 -Farewell, O Zemuria-（エレイン・オークレール）
- エタクロニクル:Re（赤砂）
- エンバーストーリア（メリケ）

2025年
- 崩壊:スターレイル（キャストリス）
- 魔法少女まどか☆マギカ Magia Exedra（暁美ほむら）

### ドラマCD
2003年
- GetBackers-奪還屋- 神の記述編 第1 - 2巻（仙洞レナ）
- ワンダバスタイル イッツ・ショウタイム（秋茂あやめ）

2004年
- ケロロ軍曹 地球（ペコポン）侵略CD 第1 - 5巻（日向夏美）
- すぱすぱ（栖羽鈴）
- 瀬戸の花嫁（巻）
- ドラマCD ぱにぽに Vol.1 - 3（レベッカ宮本）
- ドラマCD ぱにぽに セカンドシーズン Vol.1 - 3（レベッカ宮本）
- やえかのカルテ（船越水葉）

2005年
- ARIA シリーズ（藍華・S・グランチェスタ）
- ケロロ軍曹 宇宙でもっともギリギリなCD 第3巻・第5巻（日向夏美）
- ドラマCD ぱにぽに 〜正調C組日誌〜（レベッカ宮本）
- ぺとぺとさん 〜にょみの里より愛をこめて〜（大橋智恵）
- 僕と彼女の×××（上原美羽）
- らき☆すた（成実ゆい）

2006年
- Astral（芹沢聡美）
- 学園アリス ラブ☆ポーション注意報 / 物忘れ☆マシ〜ン（正田スミレ）
- 君と僕。 高校生編2（佐藤茉咲）
- GOSICK -ゴシック-（ヴィクトリカ・ド・ブロワ）
- 仕立屋工房 〜Collection.1〜（ウーフ）
- 上海妖魔鬼怪（ヤン）
- ストロベリー・パニック ミアトル編 お姉さまと下着そうどう / ル・リム編 お姉さまとメイドそうどう（月館千代）
- セイント・ビーストOthers 第1 - 2巻（マリエンヌ）
- 07-GHOST 〜神様に届く恋文〜 / 〜第7区〜 / 〜ミカエル〜 / 〜ハウゼン家〜（クロユリ、ブルピャ）
- てけてけマイハート（東岡くるみ）
- ぱにぽにだっしゅ! ドラマCD 宮本研究室のよろず相談
- ドラマCD ぱにぽにだっしゅ! Vol.1 - 2
- 貧乏姉妹物語（越後屋銀子）
- まろまゆ（先生）
- 水の旋律2 緋の記憶 〜残照〜（坂庭佑里）
- 無敵看板娘（権藤エツ子）
- 吉永さん家のガーゴイル ガーくんドキドキ三本勝負（吉永双葉）
- ワイルドライフ Vol.1 - 2（犬）

2007年
- かのこん（朝比奈あかね）
- Que キャラクター Image Mini Album vol.4 雪乃（雪乃）
- 黒執事（エリザベス・ミッドフォード）
- 上海妖魔鬼怪 序乃章（ヤン）
- 聖闘士星矢EPISODE.G（リトス・クリサリス）
- 世界樹の迷宮（シリカ）
- ソウルクレイドル ドラマCD 〜宮廷魔術師ヨードの華麗なる!大冒険〜（ダネット）
- 東京★イノセント（百瀬柚）
- NEEDLESS（イヴ・ノイシュヴァンシュタイン）
- 羊でおやすみシリーズ Vol.6 「ねないとプンプン」
- ペルソナ3 Vol.1 - 2（少女）
- 魔法少女リリカルなのは シリーズ（スバル・ナカジマ、クアットロ、ノーヴェ）
- ROOM NO.1301（鍵原ツバメ）

2008年
- おと×まほ（いいんちょ）
- かのこん 〜今日は記念日？ ちずると耕太の初デート〜（朝比奈あかね）
- 機動戦士ガンダム00 アナザーストーリー MISSION-2306（ルイス・ハレヴィ）
- 紅心王子（ギィ）
- 私立!三十三間堂学院（西村千秋）
- シャイニング・ウィンド vol.1 - 2（ホウメイ）
- しるバ.（八雲イヅル）
- 俎上の鯉は二度跳ねる 前編 / 後編（岡村たまき）
- 眠れないCDシリーズ Vol.3 「妹にまとわりつかれて眠れないCD」（友紀）
- ひだまりスケッチ×365 DVD完全限定生産版第4巻（ショコラ）
- ふおんコネクト!（境ふおん）
- 魔界戦記ディスガイア3 〜奇奇怪怪！悪魔だらけの強化合宿!〜 Vol.1 - 2（ラズベリル）
- 魔法先生ネギま! 〜白き翼 ALA ALBA〜 言っておきたい事がある!（アーニャ）
- リバース/エンド 第1 - 3巻（ヒジリ）

2009年
- あっちこっち 第1 - 3巻（御庭つみき）
- Ys II 〜天空の失楽園〜（マリア）
- いつか天魔の黒ウサギ 〜900秒の放課後〜 / 〜《月》が昇る昼休み〜（安藤美雷）
- 鬼切様の箱入娘（千沙耶）
- ケメコデラックス! デラックスなCD 第1 - 2巻（ケメコ）
- ささめきこと 純夏の一番長い日（当麻みやこ）
- 07-GHOST ドラマCD 第1 - 2巻
- 戦國ストレイズ（草薙かさね）
- 魂☆姫（一ノ宮ヒメ）
- ダンガンロンパ RE Arrange Sound Track & Original Drama CD（朝日奈 葵）
- ダンス イン ザ ヴァンパイアバンド SOUND COFFIN（三枝由紀） 
- 猫神やおよろず 神饌音盤 巻ノ一 - 巻ノ三（芳乃）
- 佰物語（戦場ヶ原ひたぎ）
- beatmania IIDX spin-off drama ROOTS26 S[suite] Vol.1 - 4（シア / 夏天）
- BLAZBLUE ぶるどら りべるわん / りべるつぅ（タオカカ）
- ミカるんX ドラマCD 01 - 02（臍矢円弧）
- みずたまぱにっく。 -This is MIZUTAMASHIRO!!-（跡見忍）
- ミツルギ+αドラマCD（一ノ宮ヒメ）

2010年
- 家族ゲーム（遊佐葵）
- キューティクル探偵因幡 第1 - 3巻（佐々木優太）
- CUTE3ヒロイン♥ドラマCD（雪乃原紗々姫）
- セーラー服と重戦車（Y・陽子・パイパー）
- タブロウ・ゲート（レディ）
- ディーふらぐ! 第1 - 2巻（烏山千歳）
- ぱにぽに 初回限定特装版第15巻 一難去ってまた一難（レベッカ宮本）
- ブレイク ブレイド 番外編ドラマCD（シギュン・エルステル）
- ベリーベリー（雪乃原紗々姫）
- みつどもえ DRAMA CD 伝説のはじまり （杉崎みく）
- わ!（梅宮）

2011年
- アスタロッテのおもちゃ! ミニオーディオドラマ（イニ）
- 俺の彼女と幼なじみが修羅場すぎる 第1 - 2巻（夏川真涼）
- キューティクル探偵因幡 〜Gファンタジー出張版事件〜（佐々木優太）
- ソウルイーター プレミアムドラマCD お色気魔法にご用心（キム・ディール）
- ダンガンロンパ アナザーストーリー 白版 / 黒版（朝日奈葵）
- ダンス ウィズ ザ ヴァンパイアメイド CDすぺしゃる（三枝由紀）
- Fate/kaleid liner プリズマ☆イリヤ ツヴァイ! 初回限定版第4巻（クロエ・フォン・アインツベルン）
- まおゆう魔王勇者（メイド長）
- 魔法少女まどか☆マギカ Blu-ray/DVD完全生産限定版第1・3・5巻（暁美ほむら）
- 魔法少女リリカルなのは The MOVIE 2nd A's ドラマ付き鑑賞券side-T（スバル・ナカジマ、ノーヴェ）
- 迷い猫オーバーラン! ドラマCD付限定版第11巻（キャシー）
- モンスターコレクションTCG 七星魔導史マフィン伝 魔剣の姫君と暗黒卿の秘儀（妖狐ヴァッセル、エレイン、アニエス）

2012年
- 暁のヨナ 初回限定版第9・15巻（ヨナ）
- 暁のヨナ 真紅のドラマCD（ヨナ）
- 家電探偵は静かに嗤う。（柊かえで）
- 黒子のバスケ 初回限定版第16巻 お好み焼き、食べないか?（相田リコ）
- 黒子のバスケ DRAMA THEATER 1st GAMES たまにはいいと思いますよ（相田リコ）
- 調律葬交 Zyklus;CODE 0≒SCORE（ペトルーシュカ）
- 調律葬交 Zyklus;CODE 初回限定版第1 - 3巻（ペトルーシュカ）
- のうりん（ベッキー）
- フォトカノ 〜妹が幼なじみで、幼なじみが妹で〜（間咲ののか）
- 伏 銀華と氷刃の猟奇録（凍鶴）
- ブサメン男子♂〜イケメン彼氏の作り方〜（仁科早希）
- ルーンファクトリー4 こっそり聴きたい添い寝CD（フレイ）
- ルーンファクトリー4 スペシャルドラマCD（フレイ）

2013年
- 暁のヨナ 緑龍編ドラマCD -ジェハ、登場- / -ジェハ、闘う-（ヨナ）
- おまえをオタクにしてやるから、俺をリア充にしてくれ! ドラマCD Vol.1 - 2（長谷川翠）
- ココロ君色サクラ色（花枝実）
- 地獄堂霊界通信 ドラマCD付き特装版第6巻（亜月カンナ）
- スターマイン ドラマCD付き特装版第4 - 6巻（天見志染）
- 劇場版魔法少女まどか☆マギカ 〜夏休み魔法少女強化合宿!〜（暁美ほむら）
- Fate/EXTRA とびだせ! 史上最大! 月面横断 ウルトラクイズ（キャスター）
- ワールドエンブリオ ドラマCD付き特装版第10 - 11巻（ネーネ）

2014年
- おこぼれ姫と円卓の騎士 提督の商談 CD付特装版（レティーツィア）
- キャンディポップナイトメア（九重アリス）
- 最遊記異聞 第壱巻（玄灰）
- 真空管ドールコレクション 私立真空管学院 1学期「はじめの一日」 （エリー）

2015年
- 暁のヨナ ドラマCD 青くなる森（ヨナ）
- 踊る星降るレネシクル ドラマCD付き限定特装版第6巻（更級もうふ）
- ストライクウィッチーズ Operation Victory Arrow vol.2 エーゲ海の女神 後日談ドラマCD「ウィッチ・イズ・ビューティフル」（フランチェスカ・ルッキーニ）
- 千年戦争アイギス 月下の花嫁 ドラマCD付き特装版第4巻（アイギス）
- 0能者ミナト ドラマCD付特装版第9巻（赤羽ユウキ）

2016年
- 暁のヨナ ドラマCD 小さな贈り物（ヨナ）
- Fate/Grand Order The Blue Bird（玉藻の前）
- 魔法少女リリカルなのは Reflection ドラマCD付き特別鑑賞券【なのは&はやて編＋ボーナストラックVivid Strike! フーカ編】（ノーヴェ・ナカジマ）

2017年
- 暁のヨナ ドラマCD 斉国編 寄せ集めの砦 / 君のもとへ（ヨナ）

2018年
- 暁のヨナ ドラマCD 大事なものはひとつじゃないけど（ヨナ）

2023年
- ルーンファクトリー3 スペシャル Dream Collection特典ドラマCD「主人公大集合！オールスタードラマCD」（フレイ）

### ラジオドラマ
※はWebラジオ番組。
- 誰も死なない（2008年※、桃山たんぽぽ）
- 学園革命伝ミツルギ（2009年※、妻先ドリル）

### 吹き替え

#### 映画
- ハリー・ポッターと炎のゴブレット（2005年、パドマ・パチル〈アフシャン・アザド〉）
- テンプル騎士団 失われた聖櫃（2006年、ニス）
- チャイルド・マスター（2007年、ロビン）
- テンプル騎士団 聖杯の伝説（2007年）
- ハリー・ポッターと不死鳥の騎士団（2007年、パドマ・パチル〈アフシャン・アザド〉）
- ぜんぶ、フィデルのせい （2008年、アンナ・デ・ラ・メサ〈ニナ・ケルヴェル〉）
- ウォーキングwithダイナソー（2013年、ジュニパー〈ティヤ・シルカー〉）

#### テレビドラマ
- グッド・ドクター 名医の条件Season4
- スターゲイト アトランティス （2008年、ミラ）
- FAMOUS IN LOVE（2018年、アレクシス・グレン〈ニキ・コス〉[403]）

#### アニメ
- レゴ DCスーパーヒーロー・ガールズ:ブレイン・ドレイン（2017年、ハーレイ・クイン[404]）
- レゴ ニンジャゴー（2020年、レーサー・セブン）
- ラウド・ハウス（2021年、リンカーン・ラウド[405]）
- トランスフォーマー アーススパーク（2023年、ツウィッチ[406]）

### 特撮
2008年
- トミカヒーロー レスキューフォース（マーエンの声、ダークコマンダー音声）
- トミカヒーロー レスキューフォース 爆裂MOVIE マッハトレインをレスキューせよ!（マーエンの声）

2020年
- がんばれいわ!!ロボコン ウララ〜!恋する汁なしタンタンメン!!の巻（ロボコンの声）

### デジタルコミック
- 絶対覚醒天使ミストレス☆フォーチュン（2008年、イバ子）
- ボクと魔女の時間（2011年、白雨）
- 新抗体物語（2013年、木島彩花[408][409][注 23]）

### ラジオ
※はインターネット配信。
2000年代
- スタジオI'mへようこそ!（2001年 - 2002年、声優Wave※）
- VOICE CREW（2001年 - 2002年、NACK5）9代目パーソナリティ
- みっくすJUICEのワンダバスタイル（2003年、A&Gメディアステーション こむちゃっとカウントダウン）
- 佐久間紅美と斎藤千和のエンジェルクリニック2（2004年、ラジ@）
- 月詠ラヂヲ堂（2004年 - 2005年、月詠アニメ公式ホームページ※）
- インターネットラジオ 砂ぼうず（2004年 - 2005年、音泉※）
- ぱにらじだっしゅ!（2005年 - 2006年、アニメイトTV※）
- ARIA The STATION Neo VENEZIA INFORMALE（2006年、音泉※・アニメイトTV※）
- 斎藤千和・無責任編集 〜週刊うらGおふぁんたじー（2008年 - 2009年、アニメイトTV※）
- 夏子と千和のツンピリラヂヲ（2008年 - 2014年、山芳製菓ホームページ※・ABCラジオ・文化放送）
- ラジオ イン ザ ヴァンパイア バンド! ミナと由紀 放課後の理事長室!（2009年 - 2010年、メディファクラジオ※）

2010年代
- ブレブ・レイディオ クリシュナ王宮女官室（2010年、アニメイトTV※）
- 501st JFW.OA〜第五〇一統合戦闘航空団公式放送〜（2011年 - 2016年、音泉※・HiBiKi Radio Station※）不定期パーソナリティ
- 修羅ラジ（2011年、HOBiRECORDS※）
- ラジオRewrite 月刊テラ・風祭学院支局（2011年 - 2012年、音泉※・HiBiKi Radio Station※）
- かってに改蔵ラジオしてもいいぜ（2011年、アニメイトTV※）
- 千和と奈央のまおゆうメイドラジオ（2011年 - 2012年、ニコニコ生放送※・ファミ通.com※）
- バンプレストラジオ 化物語×偽物語 〜一番くじスペシャル〜（2012年、ニコニコ動画※）
- まおゆうメイドラジオα（2012年 - 2013年、ニコニコ生放送※・ファミ通.com※・アニメイトTV※）
- Fate/kaleid liner イリヤとクロのプリズマナイト ツヴァイ!（2013年、音泉※）
- アニメ『生徒会役員共*』が全部わかるラジオ Super Positive Nippon 略して全ラ！すっぽんぽん!!（2014年、アニメイトTV※）
- TVアニメ「Rewrite」ラジオ 月刊テラ・風祭学院支局（2016年 - 2017年、ニコニコ生放送※・音泉※・HiBiKi Radio Station※）

### ラジオCD
- ぱにぽにだっしゅ! DJCD 『ぱにらじだっしゅ!』Vol.1 - 3（2006年）
- 別冊 週刊うらGおふぁんたじー（2009年）
- 増刊うらGおふぁんたじー（2009年）
- ラジオ イン ザ ヴァンパイアバンド スペシャルCD 〜魅惑? 幻惑? ルーマニア料理対決〜 / 〜ミナと由紀 秘密のお泊まり会〜（2010年）
- DJCD かってに改蔵ラジオしてもいいぜ（2011年）
- ラジオRewrite 月刊テラ・風祭学院支局 Vol.1 - 7（2011年）
- DJCD テイルズリング・ヴェスペリア Comic Market 82 Limited（2012年）
- Fate/EXTRA 月海原学園放送部 DJCD（2012年）
- ラジオCD Fate/kaleid liner イリヤとクロのプリズマ☆ナイト ツヴァイ!（2015年）
- DJCD TVアニメ「Rewrite」ラジオ 月刊テラ・風祭学院支局（2016年）
- ラジオCD TVアニメ「Rewrite」ラジオ 月刊テラ・風祭学院支局 Vol.1 - 2（2016年）
- 宝石の国ラジオ　〜金剛先生がお呼びです！〜 Vol.2（2018年）

### オーディオブック
- ハッピーバースデー（2009年、藤原あすか）
- 化物語 下（2021年、朗読）

### オーディオドラマ
- 黎明のアルカナ（2012年、ナカバ[410]）
- クラウゼウィッチーズ（2012年、時雨黎[411]）
- Sound Drama Fate/EXTRA 帰ってきた!ブロッサム先生!（2013年、キャスター[注 24]）
- ありふれた職業で世界最強 Twitter連載ピクチャードラマ（2022年、メイル・メルジーネ）

### インターネットテレビ
- まるみえ☆みっくすJUICE（2002年 - 2003年、アニメイトTV）
- m-serve style（2003年 - 2011年、flying DOG WEBテレビ）

### パチンコ・パチスロ
2008年
- beatmania（シア / 夏天 ）

2012年
- 鉄のラインバレル（レイチェル・キャルヴィン）

2013年
- CRくるくるぱちんこ 新EX麻雀2（香蓮）
- CRセクシーフォール（デイジー・スピアーズ）
- CR化物語（戦場ヶ原ひたぎ）
- SLOT魔法少女まどか☆マギカ（暁美ほむら）
- パチスロ化物語（戦場ヶ原ひたぎ）

2014年
- ささみさん@がんばらないすろっと（邪神つるぎ）
- マジカルハロウィン4（ヒトミ・F・ブックマン）
- やじきた道中記乙（怪堂茜）
- ンゴロポポス 〜ピンチ!捕われの爺〜（ペレ）

2016年
- SLOT魔法少女まどか☆マギカ2（暁美ほむら）
- マジカルハロウィン5（ヒトミ・F・ブックマン）

2017年
- ぱちんこ 魔法少女まどか☆マギカ（暁美ほむら）
- CR魔法先生ネギま!（アーニャ〈アンナ・ユーリエウナ・ココロウァ〉）
- SLOT魔法少女まどか☆マギカA（暁美ほむら）

2019年
- SLOT劇場版魔法少女まどか☆マギカ[新編]叛逆の物語（暁美ほむら）
- ぱちんこ劇場版魔法少女まどか☆マギカ（暁美ほむら）

2021年
- SLOT劇場版魔法少女まどか☆マギカ[前編]始まりの物語/[後編]永遠の物語（暁美ほむら）

2023年
- スマスロ劇場版魔法少女まどか☆マギカ[前編]始まりの物語/[後編]永遠の物語f-フォルテ-（暁美ほむら）

2025年
- スマスロ マギアレコード 魔法少女まどか☆マギカ外伝（暁美ほむら）
- e マギアレコード 魔法少女まどか☆マギカ外伝（暁美ほむら）

### ナレーション
- BS1スペシャル「九段 羽生善治〜タイトル通算100期への苦闘〜」（2019年、NHK BS1）[421]
- ザ・ヒューマン「羽生善治 天才棋士 50歳の苦闘」（2021年、NHK BS1） - 朗読

### その他コンテンツ
- ときドキ時計（2010年、スマートフォン用アプリ）出雲風美
- DVD「妄想科学研究所シリーズ　吊り革が気になり過ぎて昼寝ができない -絶対にふらつかない吊り革の掴み方の研究と考察-」（2012年）- ナレーション」[422]
- 眉山ロープウェイ（2012年、車内アナウンス[注 25]）暁美ほむら
- 春奈るな 3rdシングル「君がくれた世界」（2013年、カップリング曲「煌めく星の病」語り）
- 赤生@ちゃんねる（2014年、ニコニコ生放送）キャスター
- THE WORLD ANALYZER〜スーパーコンピュータで解く宇宙の謎〜（2014年、プラネタリウム番組[注 26]）セツナ
- 第11回GA文庫大賞《大賞》受賞作『処刑少女の生きる道―そして、彼女は甦る―』PV（2019年、PV）ナレーション[423]
- 『高校事変』コミックス発売CM（2020年、CM）ナレーション[424]
- 魔法少女リリカルなのは15周年記念イベント「リリカル☆ライブ」（2020年）
- dアニメストアCM『キミの好きに出会おう』（2021年、CM）堂本[425]

## ディスコグラフィ

### キャラクターソング
| 発売日   | 商品名                                                                                     | 歌 | 楽曲                                                              | 備考                                                                                         |
| 2004年   | 2004年                                                                                     | 2004年 | 2004年                                                            | 2004年                                                                                       |
| -------- | ------------------------------------------------------------------------------------------ | --- | ----------------------------------------------------------------- | -------------------------------------------------------------------------------------------- |
| 9月22日  | ケロロ軍曹「地球(ペコポン)侵略CD」第2巻 ギロロ編                                           | ギロロ（中田譲治）、夏美（斎藤千和） | 「ギロロの一番長い日」                                            | テレビアニメ『ケロロ軍曹』挿入歌                                                             |
| 10月21日 | Neko Mimi Mode                                                                             | 葉月（斎藤千和） | 「Neko Mimi Mode」                                                | テレビアニメ『月詠-MOON PHASE-』オープニングテーマ                                           |
| 10月21日 | Neko Mimi Mode                                                                             | ルナ（斎藤千和） | 「Tsuku Yomi Mode」                                               | テレビアニメ『月詠-MOON PHASE-』オープニングテーマ                                           |
| 2005年   |                                                                                            | |                                                                   |                                                                                              |
| 2月2日   | ケロロ小隊公認!熱烈歓迎的えかきうた                                                        | ケロロ・オールスターズ | 「ケロロ小隊公認! 熱烈歓迎的えかきうた!!」                        | テレビアニメ『ケロロ軍曹』エンディングテーマ                                                 |
| 3月24日  | ケロロソング、全部入りであります!                                                          | ギロロ（中田譲治）、夏美（斎藤千和） | 「ギロロの一番長い日」                                            | テレビアニメ『ケロロ軍曹』挿入歌                                                             |
| 3月24日  | ケロロソング、全部入りであります!                                                          | More Peach Summer | 「パワードスーツを脱がさないで」                                  | テレビアニメ『ケロロ軍曹』挿入歌                                                             |
| 3月24日  | ケロロソング、全部入りであります!                                                          | ケロロ・オールスターズ | 「ケロロ小隊公認! 熱烈歓迎的えかきうた!!」                        | テレビアニメ『ケロロ軍曹』エンディングテーマ                                                 |
| 7月25日  | 恋する奇跡                                                                                 | 極上生徒会遊撃部+車両部 | 「恋する奇跡」                                                    | テレビアニメ『極上生徒会』エンディングテーマ                                                 |
| 10月26日 | ぱにぽにだっしゅ! キャラクターボーカルアルバム「学園天国」                                 | レベッカ宮本（斎藤千和） | 「ぱにぽにX!」                                                    | テレビアニメ『ぱにぽにだっしゅ!』挿入歌                                                      |
| 10月26日 | ぱにぽにだっしゅ! キャラクターボーカルアルバム「学園天国」                                 | レベッカ宮本（斎藤千和） | 「遥かな夢」                                                      | テレビアニメ『ぱにぽにだっしゅ!』エンディングテーマ                                          |
| 11月2日  | 極上生徒会 ベストアルバム 極上音楽集                                                       | 極上生徒会遊撃部+車両部 | 「恋する奇跡」                                                    | テレビアニメ『極上生徒会』エンディングテーマ                                                 |
| 11月2日  | 極上生徒会 ベストアルバム 極上音楽集                                                       | 和泉香（斎藤千和） | 「Precious Moment」                                               | テレビアニメ『極上生徒会』関連曲                                                             |
| 11月30日 | うえきの法則キャラクターソング あの日から                                                  | テンコ（斎藤千和） | 「あの日から」                                                    | テレビアニメ『うえきの法則』関連曲                                                           |
| 12月17日 | 月刊Gファンタジー2006年1月号付録ぱにぽにだっしゅ!ドラマCD宮本研究室のよろず相談            | レベッカ宮本（斎藤千和） | 「にちようまにあ」                                                | テレビアニメ『ぱにぽにだっしゅ!』関連曲                                                      |
| 2006年   |                                                                                            | |                                                                   |                                                                                              |
| 2月22日  | ぱにぽにだっしゅ! ボーカルベストアルバム 歌のザ・ベストテン                                | レベッカ宮本（斎藤千和） | 「雪月花」                                                        | テレビアニメ『ぱにぽにだっしゅ!』エンディングテーマ                                          |
| 2月22日  | ぱにぽにだっしゅ! ボーカルベストアルバム 歌のザ・ベストテン                                | レベッカ宮本（斎藤千和） | 「CM：にちようまにあ」                                            | テレビアニメ『ぱにぽにだっしゅ!』関連曲                                                      |
| 2月22日  | ぱにぽにだっしゅ! ボーカルベストアルバム 歌のザ・ベストテン                                | レベッカ宮本（斎藤千和） | 「ぱにぽにX！」                                                   | テレビアニメ『ぱにぽにだっしゅ!』挿入歌                                                      |
| 3月8日   | ケロロソング、（ほぼ）全部入りであります!2                                                 | More Peach Summer | 「ナムルの純真」                                                  | 劇場アニメ『超劇場版ケロロ軍曹2 深海のプリンセスであります!』挿入歌                          |
| 3月8日   | ケロロソング、（ほぼ）全部入りであります!2                                                 | More Peach Summer | 「ガブリンゴかじり隊」                                            | テレビアニメ『ケロロ軍曹』挿入歌                                                             |
| 3月8日   | ケロロソング、（ほぼ）全部入りであります!2                                                 | ギロロ（中田譲治）、夏美（斎藤千和） | 「ありそでなさそなギリギリのブルース」                            | テレビアニメ『ケロロ軍曹』挿入歌                                                             |
| 5月24日  | オハヨウ                                                                                   | 双葉（斎藤千和）、梨々（水樹奈々）、美森（稲村優奈） | 「オハヨウ」                                                      | テレビアニメ『吉永さん家のガーゴイル』オープニングテーマ                                     |
| 5月24日  | オハヨウ                                                                                   | 双葉（斎藤千和）、梨々（水樹奈々）、美森（稲村優奈） | 「愛においで 逢いにおいで」                                       | テレビアニメ『吉永さん家のガーゴイル』エンディングテーマ                                     |
| 5月24日  | 吉永さん家のガーゴイル - 御色町音楽祭り -                                                  | 双葉（斎藤千和）、梨々（水樹奈々）、美森（稲村優奈） | 「オハヨウ ピアノアレンジ version」                               | テレビアニメ『吉永さん家のガーゴイル』オープニングテーマ                                     |
| 7月5日   | 「吉永さん家のガーゴイル」キャラクターソング 答えは空の下                                  | 吉永双葉（斎藤千和） | 「答えは空の下」                                                  | テレビアニメ『吉永さん家のガーゴイル』関連曲                                                 |
| 7月5日   | 「吉永さん家のガーゴイル」キャラクターソング 答えは空の下                                  | 吉永双葉（斎藤千和） | 「愛においで 逢いにおいで-双葉 version-」                         | テレビアニメ『吉永さん家のガーゴイル』エンディングテーマ                                     |
| 9月6日   | ARIA The NATURAL ボーカル・コレクション                                                    | 藍華・S・グランチェスタ（斎藤千和） | 「髪とヘアピンと私」                                              | テレビアニメ『ARIA The NATURAL』挿入歌                                                       |
| 9月6日   | ARIA The NATURAL ボーカル・コレクション                                                    | ウンディーネ娘 | 「でっかいシアワセです。」                                        | テレビアニメ『ARIA The NATURAL』関連曲                                                       |
| 2007年   |                                                                                            | |                                                                   |                                                                                              |
| 3月7日   | ネギま!?うたのCD(2)                                                                        | モツ（斎藤千和）、シチミ（沢城みゆき） | 「ナポリタンのソース」                                            | テレビアニメ『ネギま!?』関連曲                                                               |
| 4月11日  | ネギま!?Sound Collection〜CantusII〜                                                       | ネギ・スプリングフィールド（佐藤利奈）、アーニャ（斎藤千和）、ネカネ（沢城みゆき） | 「1000%SPARKING!」                                                | テレビアニメ『ネギま!?』オープニングテーマ                                                   |
| 5月23日  | 魔法少女リリカルなのはStrikerS サウンドステージ01                                          | スバル・ナカジマ（斎藤千和） | 「空色の約束」                                                    | テレビアニメ『魔法少女リリカルなのはStrikerS』挿入歌                                         |
| 8月10日  | Que キャラクター Image Mini Album vol.4 雪乃                                               | 雪乃（斎藤千和） | 「赤い糸」                                                        | ゲーム『Que 〜エンシェントリーフの妖精〜』関連曲                                             |
| 12月5日  | ケロロのクリスマスアルバム                                                                 | More Peach Summer Snow | 「恋の呪文はケロロスキー」                                        | テレビアニメ『ケロロ軍曹』挿入歌                                                             |
| 12月12日 | 魔法少女リリカルなのはStrikerS サウンドステージ04                                          | スバル・ナカジマ（斎藤千和）、ティアナ・ランスター（中原麻衣）、エリオ・モンディアル（井上麻里奈）、キャロ・ル・ルシエ（高橋美佳子） | 「To The Real」                                                   | テレビアニメ『魔法少女リリカルなのはStrikerS』関連曲                                         |
| 2008年   |                                                                                            | |                                                                   |                                                                                              |
| 10月8日  | ストライクウィッチーズ エンディング・テーマ コンプリート・コレクション                     | フランチェスカ・ルッキーニ（斎藤千和）、シャーロット・E・イェーガー（小清水亜美） | 「ブックマーク ア・ヘッド Type-4」                                | テレビアニメ『ストライクウィッチーズ』エンディングテーマ                                     |
| 10月24日 | 『かのこん』DVD第5巻初回限定版特典『はれこん -harem collection songs- その4』              | 朝比奈あかね（斎藤千和） | 「一期一会。」                                                    | テレビアニメ『かのこん』関連曲                                                               |
| 10月29日 | ケメコデラックス!/プリップリン体操                                                         | ケメコとデラックス！ | 「ケメコデラックス!」                                             | テレビアニメ『ケメコデラックス!』オープニングテーマ                                          |
| 10月29日 | ケメコデラックス!/プリップリン体操                                                         | ケメコ（斎藤千和） | 「プリップリン体操」                                              | テレビアニメ『ケメコデラックス!』エンディングテーマ                                          |
| 10月29日 | ロザリオとバンパイアCAPU2 キャラクターソング2                                              | 朱染心愛（斎藤千和） | 「ポジティブ☆ロケンロー」                                         | テレビアニメ『ロザリオとバンパイア CAPU2』挿入歌                                             |
| 10月29日 | ロザリオとバンパイアCAPU2 キャラクターソング2                                              | 朱染心愛（斎藤千和） | 「白い炎」                                                        | 斉藤由貴『白い炎』カバーソング                                                               |
| 12月26日 | ケメコデラックス! オリジナルサウンドトラック                                               | ケメコ（斎藤千和） | 「ケメ子の歌：ザ・ダーツ盤」                                      | テレビアニメ『ケメコデラックス!』挿入歌                                                      |
| 2009年   |                                                                                            | |                                                                   |                                                                                              |
| 1月21日  | ケッケッケロロの大作戦♪                                                                    | ケロロ（渡辺久美子）、夏美（斎藤千和） | 「遠いね一緒の星なのに」                                          | テレビアニメ『ケロロ軍曹』関連曲                                                             |
| 3月25日  | かのこん・ないすばでぃ                                                                     | あかね（斎藤千和） | 「一期一会。」                                                    | テレビアニメ『かのこん』関連曲                                                               |
| 4月15日  | ストライクウィッチーズ 秘め歌コレクション5                                                 | フランチェスカ・ルッキーニ（斎藤千和） | 「ブックマーク ア・ヘッド」                                       | テレビアニメ『ストライクウィッチーズ』エンディングテーマ                                     |
| 4月15日  | ストライクウィッチーズ 秘め歌コレクション5                                                 | フランチェスカ・ルッキーニ（斎藤千和） | 「眠り姫のワルツ」                                                | テレビアニメ『ストライクウィッチーズ』関連曲                                                 |
| 4月15日  | ストライクウィッチーズ 秘め歌コレクション5                                                 | フランチェスカ・ルッキーニ（斎藤千和）、シャーロット・E・イェーガー（小清水亜美） | 「ムーンライト・セレナーデ」 「Guilty Optimists」                 | テレビアニメ『ストライクウィッチーズ』関連曲                                                 |
| 8月3日   | 佰物語                                                                                     | 阿良々木暦（神谷浩史）、戦場ヶ原ひたぎ（斎藤千和）、八九寺真宵（加藤英美里）、神原駿河（沢城みゆき）、千石撫子（花澤香菜）、羽川翼（堀江由衣）、忍野メメ（櫻井孝宏）、忍野忍（平野綾）、阿良々木火憐（喜多村英梨）、阿良々木月火（井口裕香） | 「思い出のアルバム」 「ありがとうさよなら」                       | ドラマCD『佰物語』テーマソング                                                               |
| 9月30日  | 『化物語』Blu-ray&DVD第一巻/ひたぎクラブ特典CD                                             | 戦場ヶ原ひたぎ（斎藤千和） | 「staple stable」                                                 | テレビアニメ『化物語』オープニングテーマ                                                     |
| 12月23日 | ささめきこと オリジナルドラマCD 純夏の一番長い日                                           | 蓮賀朋絵（原田ひとみ）、当麻みやこ（斎藤千和）、早澄野江（前田愛）、蒼井あずさ（牧口真幸）、関寺晶（早水リサ）、村雨天海（大川透） | 「人生はパーティー〈完全版〉」                                    | ドラマCD『ささめきこと』挿入歌                                                               |
| 2010年   |                                                                                            | |                                                                   |                                                                                              |
| 3月24日  | こばと。O.S.T.2 桜咲くころ                                                                 | 花戸小鳩（花澤香菜）、琥珀（斎藤千和） | 「あした来る日〜いちょうの木の下で」                              | テレビアニメ『こばと。』挿入歌                                                               |
| 3月31日  | はなまるなベストアルバム childhood memories                                                | 山本先生（葉月絵理乃）、真弓（斎藤千和） | 「黒糖ドロップ」                                                  | テレビアニメ『はなまる幼稚園』関連曲                                                         |
| 10月20日 | ストライクウィッチーズ2 ENDING THEME COLLECTION"Over Sky"                                  | 宮藤芳佳（福圓美里）、フランチェスカ・ルッキーニ（斎藤千和）、シャーロット・E・イェーガー（小清水亜美） | 「Over Sky (Type-5)」                                             | テレビアニメ『ストライクウィッチーズ2』エンディングテーマ                                    |
| 10月27日 | 「みつどもえ」キャラクターソング Vol.4 杉崎みく                                            | 杉崎みく（斎藤千和） | 「わたしはセ・レ・ブ!」                                           | テレビアニメ『みつどもえ』関連曲                                                             |
| 10月27日 | 「みつどもえ」キャラクターソング Vol.4 杉崎みく                                            | 杉崎みく（斎藤千和）、丸井みつば（高垣彩陽） | 「あんたなんか!」                                                 | テレビアニメ『みつどもえ』関連曲                                                             |
| 2011年   |                                                                                            | |                                                                   |                                                                                              |
| 6月15日  | アスタロッテのおもちゃ!キャラクターソングVol.4「イニ＋エリカ」                             | イニ（斎藤千和） | 「この世はミステリー」                                            | テレビアニメ『アスタロッテのおもちゃ!』関連曲                                                |
| 9月21日  | アスタロッテのおもちゃ!BD/DVD第4巻スペシャルCD                                             | イニ（斎藤千和） | 「大きなノッポの木の下で」 「大きなノッポの木の下で 〜L÷O+V×E〜」 | テレビアニメ『アスタロッテのおもちゃ!』関連曲                                                |
| 11月25日 | ぱにぽにだっしゅ! OPコレクション Ver.レベッカ宮本                                          | レベッカ宮本（斎藤千和） | 「黄色いバカンス」 「少女Q」 「ルーレット☆ルーレット」            | テレビアニメ『ぱにぽにだっしゅ!』関連曲                                                      |
| 12月21日 | 化物語 音楽全集Songs&Soundtracks                                                           | 戦場ヶ原ひたぎ（斎藤千和） | 「staple stable」                                                 | テレビアニメ『化物語』オープニングテーマ                                                     |
| 12月22日 | 境界線上のホライゾン Blu-ray第1巻スペシャルCD1                                             | 葵・喜美（斎藤千和） | 「星祭り」                                                        | テレビアニメ『境界線上のホライゾン』関連曲                                                   |
| 2012年   |                                                                                            | |                                                                   |                                                                                              |
| 1月25日  | 境界線上のホライゾン ORIGINAL SOUND TRACK                                                  | 葵・喜美（斎藤千和） | 「通し道歌・ダンスバージョン」                                    | テレビアニメ『境界線上のホライゾン』関連曲                                                   |
| 1月25日  | C3 -シーキューブ- Character Song Album                                                     | 桜参白穂（斎藤千和）、サヴェレンティ（井口裕香） | 「いちばん優しい抱擁を」                                          | テレビアニメ『C3 -シーキューブ-』関連曲                                                      |
| 2月10日  | フォトカノ オリジナルサウンドトラック                                                      | 間咲ののか（斎藤千和） | 「アホ毛あっぴ〜の歌」                                            | ゲーム『フォトカノ』挿入歌                                                                   |
| 3月21日  | ストライクウィッチーズ劇場版 Original Soundtrack                                           | 石田燿子、第501統合戦闘航空団、服部静夏（内田彩） | 「約束の空へ 〜私のいた場所〜」                                   | 劇場アニメ『ストライクウィッチーズ劇場版』エンディングテーマ                                 |
| 4月18日  | ストライクウィッチーズ劇場版 主題歌COLLECTION                                              | フランチェスカ・ルッキーニ（斎藤千和） | 「約束の空へ 〜私のいた場所〜 Type-フランチェスカ・ルッキーニ」   | 劇場アニメ『ストライクウィッチーズ劇場版』関連曲                                             |
| 4月25日  | フォトカノ キャラクターソング Vol.3 間咲ののか                                             | 間咲ののか（斎藤千和） | 「はっぴ〜モーニング！」                                          | ゲーム『フォトカノ』関連曲                                                                   |
| 4月25日  | フォトカノ キャラクターソング Vol.3 間咲ののか                                             | 間咲ののか（斎藤千和） | 「ムーンライト スターライト(Nonoka ver.)」                        | ゲーム『フォトカノ』挿入歌                                                                   |
| 4月25日  | フォトカノ キャラクターソング Vol.3 間咲ののか                                             | 間咲ののか（斎藤千和） | 「フォトグラフメモリー(Nonoka ver.)」                             | ゲーム『フォトカノ』エンディングテーマ                                                       |
| 5月23日  | 境界線上のホライゾン 演目披露 第2弾 葵・喜美                                               | 葵・喜美（斎藤千和） | 「花咲舞」 「Keep」                                               | テレビアニメ『境界線上のホライゾン』関連曲                                                   |
| 5月23日  | 『偽物語』Blu-ray/DVD第二巻/かれんビー(中)特典CD                                           | 戦場ヶ原ひたぎ（斎藤千和） | 「二言目」                                                        | テレビアニメ『偽物語』オープニングテーマ                                                     |
| 6月22日  | 『境界線上のホライゾン』Blu-ray第7巻スペシャルCD7                                          | 葵・喜美（斎藤千和） | 「Girls date With you Till dawn」                                 | テレビアニメ『境界線上のホライゾン』関連曲                                                   |
| 9月21日  | 『境界線上のホライゾンII』Blu-ray第1巻スペシャルCD1                                        | きみとあさまで | 「武蔵浅間神社祝詞三十二式“木花之佐久夜”歌唱型」                  | テレビアニメ『境界線上のホライゾンII』関連曲                                                 |
| 9月26日  | 境界線上のホライゾンHR                                                                     | きみとあさまで | 「ランララルララ」                                                | テレビアニメ『境界線上のホライゾン』関連曲                                                   |
| 11月21日 | ANOTHER SOUND OF 009 RE:CYBORG                                                             | フランソワーズ・アルヌール（斎藤千和） | 「赤い靴」                                                        | 劇場アニメ『009 RE:CYBORG』関連曲                                                            |
| 12月5日  | TVアニメ「黒子のバスケ」キャラクターソング SOLO SERIES Vol.12                              | 相田リコ（斎藤千和） | 「GROWING UP!!」                                                  | テレビアニメ『黒子のバスケ』関連曲                                                           |
| 2013年   |                                                                                            | |                                                                   |                                                                                              |
| 1月7日   | 『クワガタにチョップしたらタイムスリップした[特装版]』特典CD                               | 淡路なつみ（斎藤千和） | 「クワガタにチョップしたらタイムスリップした (Novel Mix)」        | ドラマCD『クワガタにチョップしたらタイムスリップした』関連曲                                 |
| 1月9日   | ストライクウィッチーズ劇場版 秘め歌コレクション2                                           | シャーロット・E・イェーガー（小清水亜美）、フランチェスカ・ルッキーニ（斎藤千和）、フェルナンディア・マルヴェッツィ（森永理科） | 「約束の空へ 〜私のいた場所〜」                                   | 劇場アニメ『ストライクウィッチーズ劇場版』エンディングテーマ                                 |
| 1月9日   | ストライクウィッチーズ劇場版 秘め歌コレクション2                                           | シャーロット・E・イェーガー（小清水亜美）、フランチェスカ・ルッキーニ（斎藤千和）、フェルナンディア・マルヴェッツィ（森永理科） | 「リベリオンウィッチの歌」                                        | 劇場アニメ『ストライクウィッチーズ劇場版』関連曲                                             |
| 1月9日   | ストライクウィッチーズ劇場版 秘め歌コレクション2                                           | フランチェスカ・ルッキーニ（斎藤千和） | 「ガッティーノガッティーナ」                                      | 劇場アニメ『ストライクウィッチーズ劇場版』関連曲                                             |
| 1月9日   | ストライクウィッチーズ劇場版 秘め歌コレクション2                                           | シャーロット・E・イェーガー（小清水亜美）、フランチェスカ・ルッキーニ（斎藤千和） | 「BUST UP DREAM」                                                 | 劇場アニメ『ストライクウィッチーズ劇場版』関連曲                                             |
| 2月22日  | 黒子のバスケ第8巻 SPECIAL CD Feat. 相田リコ                                                | 相田リコ（斎藤千和） | 「セイシュンTIP-OFF!!〜MVPリコver.」                              | テレビアニメ『黒子のバスケ』関連曲                                                           |
| 4月24日  | スマイルF                                                                                  | うたカノ♪ | 「スマイルF」                                                     | テレビアニメ『フォトカノ』エンディングテーマ                                                 |
| 4月24日  | ささみさん@がんばらない Blu-ray&DVD 2巻                                                    | 邪神つるぎ（斎藤千和） | 「永遠へ続く道」                                                  | テレビアニメ『ささみさん@がんばらない』関連曲                                                |
| 4月24日  | ささみさん@がんばらない Blu-ray&DVD 2巻                                                    | 月読鎖々美（阿澄佳奈）、月読神臣（大塚芳忠）、邪神つるぎ（斎藤千和）、邪神かがみ（花澤香菜）、邪神たま（野中藍） | 「浸透圧シンフォニー(第三話放映版)」                              | テレビアニメ『ささみさん@がんばらない』エンディングテーマ                                    |
| 6月26日  | TVアニメ「波打際のむろみさん」キャラクターソングアルバム〜波打際のMUSIC〜                  | ハーピー（酒井香奈子）、イエティ（斎藤千和） | 「食べちゃダメ!」                                                 | テレビアニメ『波打際のむろみさん』関連曲                                                     |
| 6月26日  | TVアニメ「波打際のむろみさん」キャラクターソングアルバム〜波打際のMUSIC〜                  | イエティ（斎藤千和） | 「ともだちのうた」                                                | テレビアニメ『波打際のむろみさん』関連曲                                                     |
| 8月7日   | 弾けろ!しーきゅーぶ!                                                                       | ステラ女学院高等科C3部 | 「弾けろ!しーきゅーぶ!」                                          | テレビアニメ『ステラ女学院高等科C3部』エンディングテーマ                                     |
| 9月25日  | 犬とハサミは使いよう キャラクターソング6「Purgatorium Cerberus」森部佐茅                   | 森部佐茅（斎藤千和） | 「Purgatorium Cerberus」 「わんわんわんわんN_1!! 佐茅ver.」       | テレビアニメ『犬とハサミは使いよう』関連曲                                                   |
| 11月20日 | BEAUTIFUL SKY                                                                              | 篠ノ之箒（日笠陽子）、セシリア・オルコット（ゆかな）、凰鈴音（下田麻美）、シャルロット・デュノア（花澤香菜）、ラウラ・ボーデヴィッヒ（井上麻里奈）、更識楯無（斎藤千和）、更識簪（三森すずこ） | 「BEAUTIFUL SKY」                                                 | テレビアニメ『IS〈インフィニット・ストラトス〉2』エンディングテーマ                          |
| 11月20日 | BEAUTIFUL SKY                                                                              | 更識楯無（斎藤千和）、更識簪（三森すずこ） | 「SUPER∞STREAM（更識楯無・更識簪 ver.）」                         | テレビアニメ『IS〈インフィニット・ストラトス〉2』関連曲                                      |
| 12月11日 | 黒子のバスケ 誠凛高校ミニアルバム                                                          | 日向順平（細谷佳正）、木吉鉄平（浜田賢二）、相田リコ（斎藤千和） | 「あの日忘れた未来まで」                                          | テレビアニメ『黒子のバスケ』関連曲                                                           |
| 2014年   |                                                                                            | |                                                                   |                                                                                              |
| 1月25日  | Fate/EXTRA CCC ルナティックステーション2013                                                | キャスター（斎藤千和） | 「花嵐ノ記」                                                      | ゲーム『Fate/EXTRA CCC』関連曲                                                               |
| 1月29日  | 京騒戯画 歌暦 -うたごよみ-                                                                 | ショーコ博士（斎藤千和） | 「Pure Heart!!」                                                  | テレビアニメ『京騒戯画』関連曲                                                               |
| 2月19日  | ノブナガン オリジナル・サウンドトラック                                                    | 小椋しお（武藤志織）、ジェロニモ（斎藤千和）、スーホ（田村睦心）、ガウディ（村瀬歩） | 「ちいさな星 ver.β」                                              | テレビアニメ『ノブナガン』エンディングテーマ                                                 |
| 2月26日  | IS〈インフィニット・ストラトス〉 オリジナルドラマシリーズ Vol.7 feat.更識楯無              | 更識楯無（斎藤千和） | 「My little candy boy」                                           | テレビアニメ『IS〈インフィニット・ストラトス〉2』関連曲                                      |
| 6月25日  | 恋物語 第一巻/ひたぎエンド（上） BD・DVD特典CD                                             | 戦場ヶ原ひたぎ（斎藤千和） | 「fast love」                                                     | テレビアニメ『恋物語』オープニングテーマ                                                     |
| 7月2日   | のうりん BD・DVD第4巻特典CD                                                                | ベッキー（斎藤千和） | 「ポニーテールの四十」                                            | テレビアニメ『のうりん』エンディングテーマ                                                   |
| 7月23日  | 恋物語 第二巻/ひたぎエンド（下） BD・DVD特典CD                                             | 戦場ヶ原ひたぎ（斎藤千和）、貝木泥舟（三木眞一郎） | 「木枯らしセンティメント」                                        | テレビアニメ『恋物語』オープニングテーマ                                                     |
| 10月29日 | Fate/kaleid liner プリズマ☆イリヤ ツヴァイ! キャラクターソング Prisma☆Love Parade vol.1    | イリヤスフィール・フォン・アインツベルン（門脇舞以）、クロエ・フォン・アインツベルン（斎藤千和） | 「PARALLEL CONTRAST」                                             | テレビアニメ『Fate/kaleid liner プリズマ☆イリヤ ツヴァイ!』関連曲                            |
| 11月19日 | レディGO ハシャGO だいしゅーGO! たまごっち!                                                | プリティプリンセス | 「ホップ☆ステップ☆ドリーム!」                                     | テレビアニメ『たまごっち! ゆめキラドリーム』挿入歌                                           |
| 11月19日 | レディGO ハシャGO だいしゅーGO! たまごっち!                                                | みらいっち（加藤英美里）、くるるっち（斎藤千和） | 「みらくる☆トラベル」                                             | テレビアニメ『たまごっち! みらくるフレンズ』オープニングテーマ                               |
| 11月19日 | レディGO ハシャGO だいしゅーGO! たまごっち!                                                | もりりっち（斎藤千和）、きゃんでぃぱくぱく（又吉愛）、コフレっち（能登麻美子） | 「もりぱくコフレ団行進曲」 「MPCテーマソング」                    | テレビアニメ『GO-GO たまごっち!』挿入歌                                                      |
| 2015年   |                                                                                            | |                                                                   |                                                                                              |
| 5月11日  | UNIVERSAL SOUND REQUEST VOL.1                                                              | 茜（斎藤千和） | 「茜色Dream」                                                     | パチスロ『やじきた道中記乙』挿入歌                                                           |
| 3月18日  | ストライクウィッチーズ Operation Victory Arrow vol.2 エーゲ海の女神 秘め歌コレクション     | シャーロット・E・イェーガー（小清水亜美）、フランチェスカ・ルッキーニ（斎藤千和） | 「Fly Beyond」                                                    | OVA『ストライクウィッチーズ Operation Victory Arrow vol.2 エーゲ海の女神』エンディングテーマ |
| 6月      | Z/X -Zillions of enemy X- NF DramaCD (4)「てめぇらオレの邪魔すんな！」                     | ルクスリア（斎藤千和） | 「世界中がTO・RI・KO」                                            | ドラマCD『Z/X -Zillions of enemy X- NF DramaCD』関連曲                                       |
| 2016年   |                                                                                            | |                                                                   |                                                                                              |
| 1月6日   | 歌物語 -〈物語〉シリーズ主題歌集-                                                          | 戦場ヶ原ひたぎ（斎藤千和） | 「staple stable」                                                 | テレビアニメ『化物語』オープニングテーマ                                                     |
| 1月6日   | 歌物語 -〈物語〉シリーズ主題歌集-                                                          | 戦場ヶ原ひたぎ（斎藤千和） | 「二言目」                                                        | テレビアニメ『偽物語』オープニングテーマ                                                     |
| 1月6日   | 歌物語 -〈物語〉シリーズ主題歌集-                                                          | 戦場ヶ原ひたぎ（斎藤千和） | 「fast love」                                                     | テレビアニメ 『恋物語』オープニングテーマ                                                    |
| 1月6日   | 歌物語 -〈物語〉シリーズ主題歌集-                                                          | 戦場ヶ原ひたぎ（斎藤千和）、貝木泥舟（三木眞一郎） | 「木枯らしセンティメント」                                        | テレビアニメ 『恋物語』オープニングテーマ                                                    |
| 3月25日  | TVアニメ『のうりん』Blu-ray BOX特典CD                                                      | ベッキー（斎藤千和） | 「Everyday 加齢臭」                                               | テレビアニメ『のうりん』関連曲                                                               |
| 5月1日   | ストライクウィッチーズ 秘め歌コンプリートBOX STRIKE WITCHES                                | 宮藤芳佳（福圓美里）、坂本美緒（世戸さおり）、リネット・ビショップ（名塚佳織）、ペリーヌ・クロステルマン（沢城みゆき）、ミーナ・ディートリンデ・ヴィルケ（田中理恵）、ゲルトルート・バルクホルン（園崎未恵）、エーリカ・ハルトマン（野川さくら）、フランチェスカ・ルッキーニ（斎藤千和）、シャーロット・E・イェーガー（小清水亜美）、サーニャ・V・リトヴャク（門脇舞以）、エイラ・イルマタル・ユーティライネン（大橋歩夕） | 「Going up」                                                      | 『ストライクウィッチーズ』関連曲                                                             |
| 5月1日   | ストライクウィッチーズ 秘め歌コンプリートBOX STRIKE WITCHES                                | フランチェスカ・ルッキーニ（斎藤千和） | 「Going up」                                                      | 『ストライクウィッチーズ』関連曲                                                             |
| 12月21日 | ガールフレンド(仮) キャラクターソングシリーズ Vol.01                                       | チーム・シンデレラ | 「世界に一つのどこにもない物語」                                  | 『ガールフレンド(仮)』関連曲                                                                 |
| 2017年   |                                                                                            | |                                                                   |                                                                                              |
| 4月19日  | ガールフレンド(仮) キャラクターソングシリーズ Vol.04                                       | 鳳 | 「君の手」                                                        | 『ガールフレンド(仮)』関連曲                                                                 |
| 4月19日  | ガールフレンド(仮) キャラクターソングシリーズ Vol.04                                       | チーム Merry Xmas! | 「オリジナル☆クリスマス♪ 」                                       | 『ガールフレンド(仮)』関連曲                                                                 |
| 8月9日   | 魔法少女まどか☆マギカ Ultimate Best                                                        | 暁美ほむら（斎藤千和） | 「Mebius Ash」                                                    | パチンコ『ぱちんこ 魔法少女まどか☆マギカ』挿入歌                                             |
| 8月9日   | 魔法少女まどか☆マギカ Ultimate Best                                                        | 鹿目まどか（悠木碧）、暁美ほむら（斎藤千和） | 「ユメおと」                                                      | パチンコ『ぱちんこ 魔法少女まどか☆マギカ』挿入歌                                             |
| 11月22日 | ONE PIECE Island Song Collection 女ヶ島「Hurricane My Love」                               | ハンコック（三石琴乃）、サンダーソニア（斎藤千和）、マリーゴールド（斉藤貴美子） | 「Hurricane My Love」                                             | テレビアニメ『ONE PIECE』関連曲                                                              |
| 11月29日 | 終物語 第七巻/ひたぎランデブー BD・DVD特典CD                                               | 戦場ヶ原ひたぎ（斎藤千和） | 「dreamy date drive」                                             | テレビアニメ『終物語』オープニングテーマ                                                     |
| 2018年   |                                                                                            | |                                                                   |                                                                                              |
| 8月29日  | wicked prince                                                                              | princess à la mode | 「wicked prince」                                                 | ゲーム『〈物語〉シリーズ ぷくぷく』テーマソング                                              |
| 12月5日  | ワールドウィッチーズシリーズ10周年記念 秘め歌コレクション特別盤 Vol.1 ロマーニャメンバー篇 | シャーロット・E・イェーガー（小清水亜美） with フランチェスカ・ルッキーニ（斎藤千和） | 「Fly up so high」                                                | テレビアニメ『ストライクウィッチーズ』関連曲                                                 |
| 12月5日  | ワールドウィッチーズシリーズ10周年記念 秘め歌コレクション特別盤 Vol.1 ロマーニャメンバー篇 | フランチェスカ・ルッキーニ（斎藤千和） with シャーロット・E・イェーガー（小清水亜美） | 「Fly up so high」                                                | テレビアニメ『ストライクウィッチーズ』関連曲                                                 |
| 12月5日  | ワールドウィッチーズシリーズ10周年記念 秘め歌コレクション特別盤 Vol.1 ロマーニャメンバー篇 | フランチェスカ・ルッキーニ（斎藤千和） | 「風のキズナ」                                                    | テレビアニメ『ストライクウィッチーズ』関連曲                                                 |
| 2019年   |                                                                                            | |                                                                   |                                                                                              |
| 6月12日  | Fate/kaleid liner Prisma☆Illya プリズマ☆ファンタズム 音楽集                                | 穂群原学園小等部のみんな | 「カレイド☆フェスティバル！」                                     | OVA『Fate/kaleid liner Prisma☆Illya プリズマ☆ファンタズム』オープニングテーマ                |
| 6月12日  | Fate/kaleid liner Prisma☆Illya プリズマ☆ファンタズム 音楽集                                | イリヤスフィール・フォン・アインツベルン（門脇舞以）、美遊・エーデルフェルト（名塚佳織）、クロエ・フォン・アインツベルン（斎藤千和） | 「アフタースクール・ルート」                                      | OVA『Fate/kaleid liner Prisma☆Illya プリズマ☆ファンタズム』エンディングテーマ                |
| 6月26日  | ストライクウィッチーズ 501部隊発進しますっ！ エンディング・テーマ・コレクション            | フランチェスカ・ルッキーニ（斎藤千和） | 「Treasure of life #7」                                           | テレビアニメ『ストライクウィッチーズ 501部隊発進しますっ！』エンディングテーマ               |
| 6月26日  | ストライクウィッチーズ 501部隊発進しますっ！ エンディング・テーマ・コレクション            | 第501統合戦闘航空団 | 「Treasure of life #12」                                          | テレビアニメ『ストライクウィッチーズ 501部隊発進しますっ！』エンディングテーマ               |
| 10月2日  | ストライクウィッチーズ劇場版 501部隊発進しますっ！ ミュージック・コレクション              | 第501統合戦闘航空団、服部静夏（内田彩） | 「Treasure of life」                                              | 劇場アニメ『ストライクウィッチーズ 劇場版 501部隊発進しますっ！』エンディングテーマ          |
| 10月2日  | ストライクウィッチーズ劇場版 501部隊発進しますっ！ ミュージック・コレクション              | 第501統合戦闘航空団 | 「Fly up so high」                                                | 劇場アニメ『ストライクウィッチーズ 劇場版 501部隊発進しますっ！』関連曲                      |
| 2020年   |                                                                                            | |                                                                   |                                                                                              |
| 7月31日  | がんばれいわ!!ロボコン - U-LA-LA                                                           | ロボコン（斎藤千和） | 「がんばれいわ!!ロボコン - U-LA-LA」                              | 映画『がんばれいわ!ロボコン ウララ〜！恋する汁なしタンタンメン‼の巻』主題歌                  |
| 11月9日  | 【白猫プロジェクト】Going Star 〜輝けロッキンガールズ〜                                    | 全力乙女組 | 「Going Star」                                                    | ゲーム『白猫プロジェクト』関連曲                                                             |
| 11月9日  | 【白猫プロジェクト】Going Star 〜輝けロッキンガールズ〜                                    | セツナ（斎藤千和） | 「Going Star (Setuna ver.)」                                      | ゲーム『白猫プロジェクト』関連曲                                                             |
| 12月9日  | ストライクウィッチーズ 第501統合戦闘航空団歌唱集-フランチェスカ・ルッキーニ少尉-           | フランチェスカ・ルッキーニ（斎藤千和） | 「Tickle Twinkle」 「Over Sky」                                   | テレビアニメ『ストライクウィッチーズ ROAD to BERLIN』関連曲                                  |
| 12月9日  | ストライクウィッチーズ 第501統合戦闘航空団歌唱集-フランチェスカ・ルッキーニ少尉-           | フランチェスカ・ルッキーニ（斎藤千和） | 「君の翼に憧れて」                                                | テレビアニメ『ストライクウィッチーズ ROAD to BERLIN』エンディングテーマ                      |
| 2021年   |                                                                                            | |                                                                   |                                                                                              |
| 3月26日  | OBSOLETE BD下巻特典CD                                                                      | 九葉このか（悠木碧）、三剣ミコト（中上育実）、七星ななみ（斎藤千和） | 「夢、希望、そして私達の未来!!」                                  | Webアニメ『OBSOLETE』劇中歌                                                                  |
| 3月31日  | ワールドウィッチーズ発進しますっ！ 第501統合戦闘航空団発進しますっ！                       | シャーロット・E・イェーガー（小清水亜美）、フランチェスカ・ルッキーニ（斎藤千和） | 「カラフルエブリデイ」                                            | テレビアニメ『ワールドウィッチーズ発進しますっ！』エンディングテーマ                         |
| 3月31日  | ワールドウィッチーズ発進しますっ！ 第501統合戦闘航空団発進しますっ！                       | 第501統合戦闘航空団 | 「カラフルエブリデイ」                                            | テレビアニメ『ワールドウィッチーズ発進しますっ！』エンディングテーマ                         |
| 2023年   |                                                                                            | |                                                                   |                                                                                              |
| 5月4日   | 勝利の女神:NIKKE（日本版）youtube公式チャンネル 公開                                       | ドロシー（斎藤千和） | 「SATELLITES」                                                    | ゲーム『勝利の女神:NIKKE』ハーフアニバーサリーOVER ZONE 主題歌                               |

### その他参加作品
| 発売日         | 商品名                              | 歌       | 楽曲                       | 備考                                   |
| -------------- | ----------------------------------- | -------- | -------------------------- | -------------------------------------- |
| 2002年10月21日 | VOICE CREW COLLECTION 001「coopee」 | coopee   | 「恋をしよう So しよう」   | ラジオ『VOICE CREW』オープニングテーマ |
| 2002年10月21日 | VOICE CREW COLLECTION 001「coopee」 | coopee   | 「君の背中」               | ラジオ『VOICE CREW』エンディングテーマ |
| 2002年10月21日 | VOICE CREW COLLECTION 001「coopee」 | 斎藤千和 | 「ビーチサンダルの王子様」 | ラジオ『VOICE CREW』挿入歌             |